# Хронологія російського вторгнення в Україну (серпень 2024)
Ця стаття є частиною хронології повномасштабного російського вторгнення в Україну з 24 лютого 2022 року, яка є частиною хронології російської збройної агресії проти України з 2014 року.
Про події попереднього місяця — див. у статті Хронологія російського вторгнення в Україну (липень 2024).

## 1-10 серпня

### 1 серпня
За добу ЗСУ ліквідували 1370 росіян і 42 бойові броньовані машини. ЗС РФ просувалися поблизу Куп'янська, Сватового, Часового Яру, Торецька та на заході Запорізької області. РФ вдарила по залізничній станції у Харківській області, поранено провідницю. Внаслідок російської атаки дронами на Київщині було пошкоджено будинок російського опозиціонера Іллі Пономарьова.

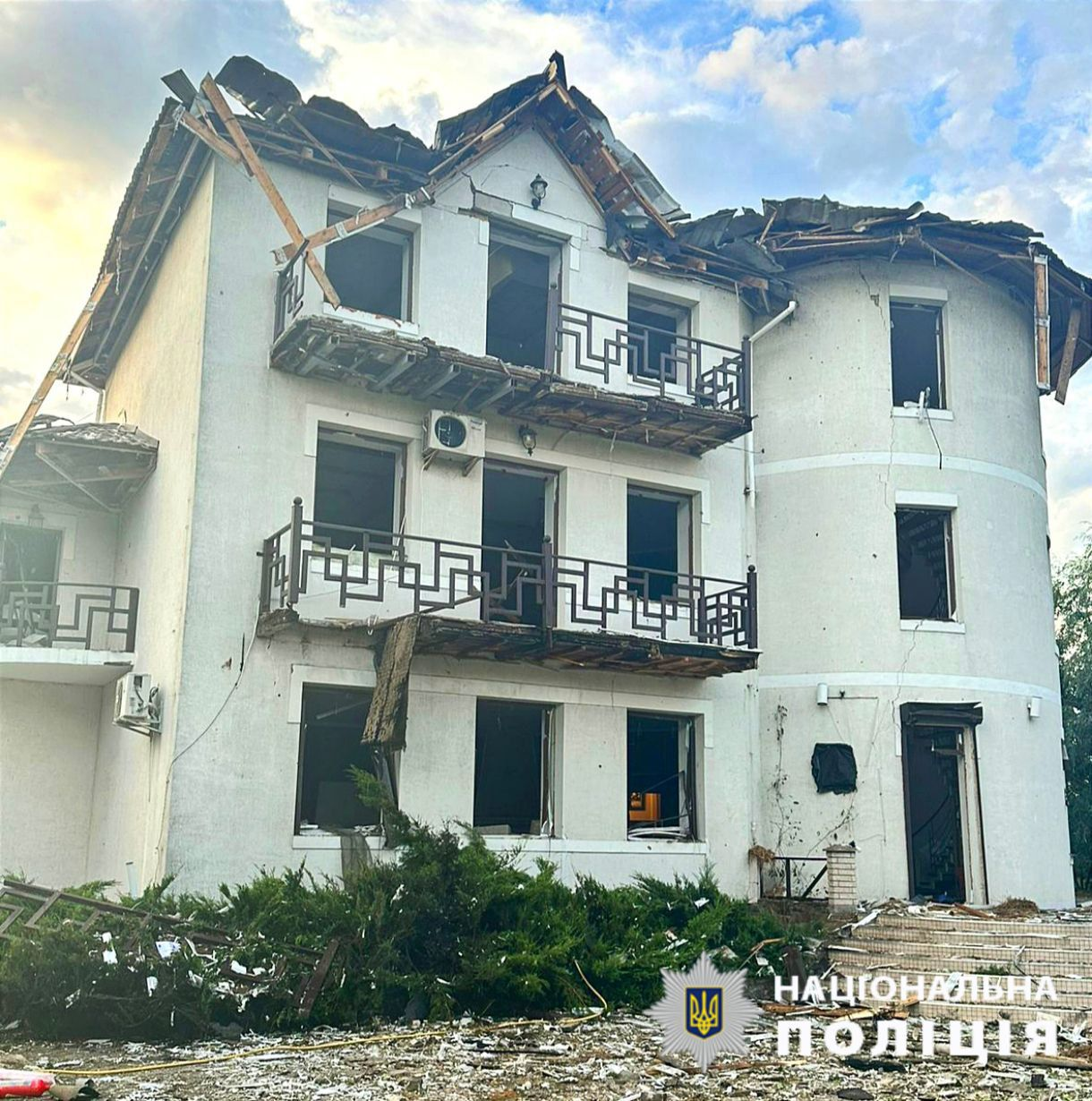
Під час атаки російського безпілотника рано вранці пошкоджено будинок у Київській області, що належав Іллі Пономарьову. 1 серпня 2024

Ситуація під Харковом лишалася складною, у Вовчанську ЗС РФ проводили ротацію штурмових груп, готуючи 4-ту штурмову бригаду до атак. У місті тривали вуличні бої, росіяни намагалися провести атаку в центрі і тиснули на фланги.
За даними ISW, ЗС РФ продовжували невеликі просування до Покровська, що стало можливим завдяки нестачі української живої сили і рельєфу місцевості на північний захід від Авдіївки. ЗС РФ просунулися біля Сватового, Часового Яру та Донецька.
Російський «воєнкор» В'ячеслав Яковенко у тимчасово окупованому Луганську отримав підозру від СБУ за фейки про ситуацію на фронті.
США, Німеччина та Росія провели великий обмін ув'язненими, який назвали найбільшим із часів «холодної війни». Із російських в'язниць, зокрема, звільнили американців Пола Вілана та Евана Гершковича, а серед тих, хто повернувся до РФ, був кілер Вадим Красіков.
Дві жінки загинули і один чоловік отримав поранення в результаті російського артилерійського обстрілу Нікополя в Дніпропетровській області. Десятки російських снарядів влучили в багатоповерхівки, житлові будинки, пожежну частину, дві школи та автобуси. РФ вночі атакувала запущеними з Воронезької області та Криму балістичними ракетами Іскандер-М і сімома Shahed з Криму та Курської області. ППО знищила всі безпілотники в Київській, Полтавській, Херсонській та Дніпропетровській областях.
ЗС РФ здійснили ракетний обстріл залізничної станції в Харківській області, поранивши провідника. Під час обстрілу було пошкоджено два локомотиви, вантажний і пасажирський вагони, зруйновано колії та електропостачання.
Як повідомляється, український безпілотник зафіксував протиракетний комплекс «Bulsae-4» у Харківській області, що свідчить про те, що Росія почала використовувати північнокорейську бронетехніку. Forbes з'ясував, що в липні 2024 року Україна здійснила більше дальніх атак безпілотників, ніж Росія. Згідно з даними, росіяни відправили в Україну 426 безпілотників Shahed 136/131, тоді як Україна запустила понад 520 безпілотників.
У Стамбулі на суднобудівній верфі RMK Marine на воду спустили корвет типу «Ада» Гетьман Іван Виговський (F212). Це вже другий корвет, побудований в Туреччині і замовлений для ВМС України.

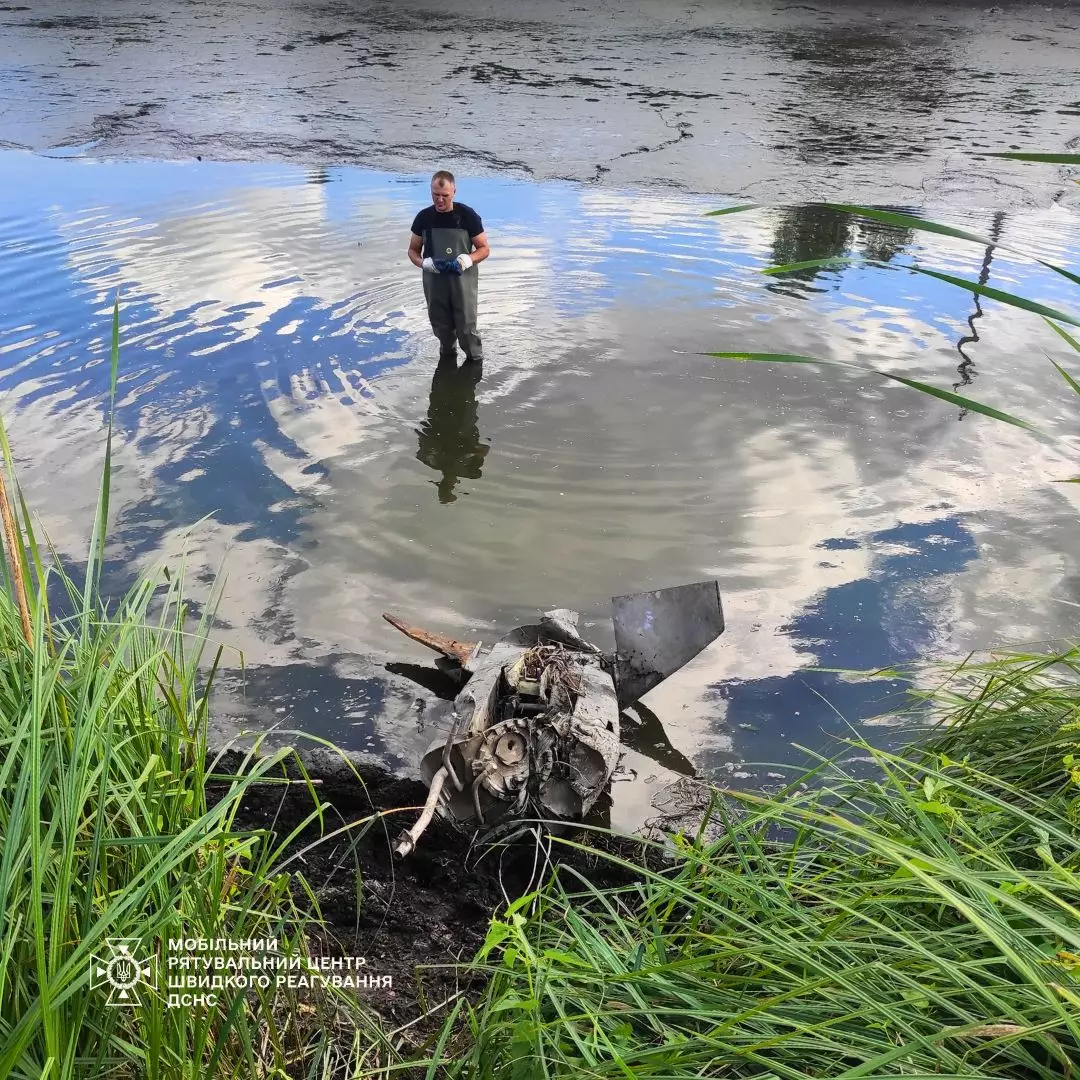
Рештки російської ракети Х-101 у ставку в Києві. 1 серпня 2024

Громадські розслідувальні організації «Conflict Intelligence Team» (CIT) і «iStories» оголосили про спільне розслідування і заявили, що озвучена Міноборони Росії кількість контрактів була завищена в 1,5 рази. У грудні 2023 року Міноборони повідомило про укладення 640 тис. контрактів. солдатів, але за даними російського бюджету з осені 2022 року по квітень 2024 року, лише 426 тис. росіян отримали одноразову плату за підписання договору. Це означало розбіжність у 214 тис..

### 2 серпня
За заявою Генштабу, за добу ліквідовано 1170 росіян, також ЗСУ знищили 56 артсистем, 52 дрони та 27 ББМ. DeepSate повідомив, що ЗС РФ захопили село Веселе в Донецькій області та просунулися в районах Лисичого, Іванівки, Сергіївки та Желанного. Відбулося 102 бойових зіткнення, найгарячішою залишалася ситуація на Покровському напрямку, де ЗСУ відбили 27 атак.
За оцінками Forbes, близько 20 російських полків і бригад, можливо 40 тис. військовослужбовців, атакували шість українських бригад чисельністю 12 тис. військовослужбовців під Покровськом, росіяни перебували за 18 км від міста. В напрямку Курахового знищено партію ворожої техніки. РФ докладала зусиль, щоб змусити Україну залучити сили до оборонних операцій, щоб запобігти накопиченню ресурсів для контрнаступальних операцій. ЗС РФ просунулися вперед в районі Торецька, Авдіївки та Донецька.
РФ атакувала в напрямках Харкова, Куп'янська, Лиману, Сіверська, Краматорська, Торецька, Покровська, Курахового, Врем'ївки, Запоріжжя та Херсона, де відбулося 127 бойових зіткнень, росіяни здійснили п'ять ракетних обстрілів, 63 авіаудари та 1187 вильотів безпілотників. ЗСУ завдали ударів по двох місцях зосередження, чотирьох блокпостах, зенітній установці та радіолокаційній станції. Зранку росіяни атакували безпілотниом автобус із людьми в Дергачах, семеро людей поранено. ЗС РФ просувалися поблизу Сватового, Часового Яру та на захід від Донецька. Покровський напрямок лишався найгарячішим на фронті.
ЗСУ атакували чотири пункти управління ворога, вдарили по двох районах зосередження особового складу РФ. На Курахівському напрямку українські десантники знищили партію техніки росіян. ЗСУ знищили 11 безпілотників, включно з Shahed, два «Суперкамери», три «Ланцети» і один «Орлан-10».
Вночі в Криму повідомляли про ракетні та безпілотні обстріли по всьому півострову, зокрема, у Севастополі, Сімферополі, Євпаторії та Балаклаві. Ракетний удар призвів до того, що підводний човен Ростов-на-Дону затонув у порту Севастополя і значно пошкодив чотири пускові установки системи протиповітряної оборони С-400. Судно зазнало значних пошкоджень 2023 року, але був повністю відремонтований. Румунія та Україна оголосили про план виробництва та вдосконалення протикорабельної ракети Р-360 «Нептун». Голова української розвідки Буданов заявив, що Україна працює над рішенням, яке може зруйнувати Кримський міст у найближчі місяці.

### 3 серпня
За даними ISW, ЗС РФ просунулися вперед поблизу Кремінної, Сіверська та Часового Яру. За даними британської розвідки, протягом останніх трьох місяців РФ зазнала найбільших втрат на фронті з початку вторгнення, середньодобові втрати росіян (убитими і пораненими) за два місяці впали з 1262 у травні до 1140 на день у липні. На фронті за добу відбулося 123 зіткнення, найбільше — на Покровському напрямку.
РФ запустила в бік України 29 безпілотників, дві зенітні ракети С-300 та дві протирадіолокаційні ракети Х-31П. ППО знищила 24 безпілотники. Критична інфраструктура у Вінниці була атакована російськими безпілотниками. У Херсонській області було збито п'ять безпілотників, а в Херсоні пошкоджено об'єкти критичної інфраструктури, адміністративну будівлю та дев'ять житлових будинків. У Миколаївській області внаслідок атаки дронів ЗС РФ спалахнула пожежа.

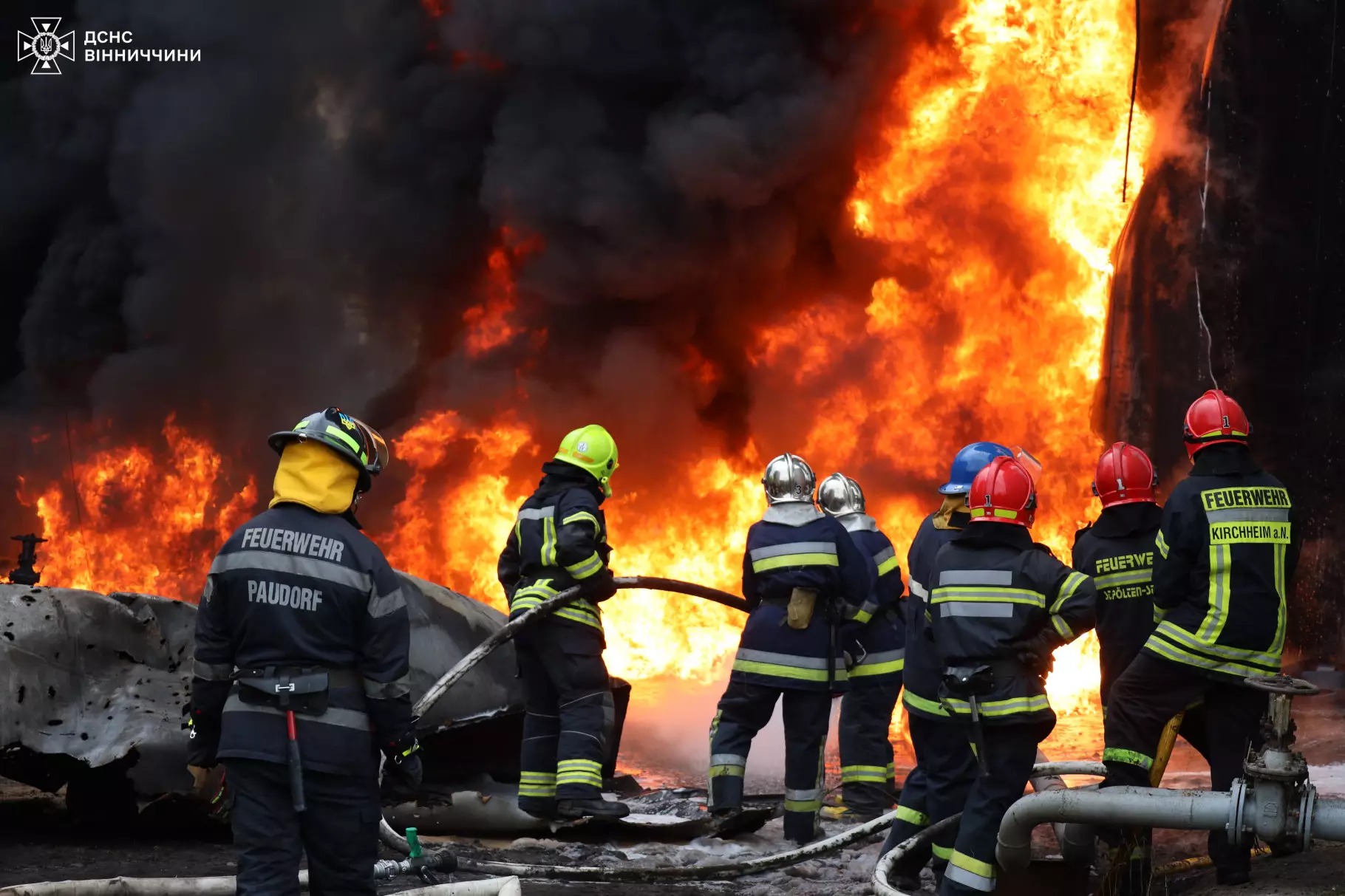
Пожежа на об'єкті інфраструктури у Вінницькій області після нічної атаки російського безпілотника. 3 серпня 2024

У Росії українські безпілотники атакували нафтобазу в Губкінському районі Бєлгородської області. Безпілотники завдали удару по Морозовську Ростовської області, націлившись на аеропорт. Склад паливно-мастильних матеріалів було атаковано 15 безпілотниками ЗСУ в Каменську-Шахтинському Ростовської області. Також повідомлялося про вибухи в Міллерово. ГУР вдарило по складу з паливом на комбінаті «Атлас» під Ростовом.
Bloomberg повідомив, що експорт російської нафти з європейських портів, переважно Приморська, Усть-Луги і Новоросійська, впав до найнижчого рівня за 19 місяців. У липні 2024 року експорт впав до 1,8 млн барелів на добу в порівнянні з 2,2 млн барелів у червні.

### 4 серпня
За добу ЗСУ ліквідували 1150 російських військових, також ЗСУ знищили 59 артсистем, 17 ББМ і 5 танків. За даними ГУР, ЗС РФ просунулися на схід від Покровська, на захід від Донецька і на кордоні Донецької та Запорізької о бластей. У Білозерці Херсонської області росіяни атакували з безпілотника дитину та бригаду швидкої допомоги. Вночі РФ атакувала Україну 5 шахедами, всі їх було збито.
744 дитини та їхні сім'ї з чотирьох громад Донецької області близ лінії фронту, мали бути евакуйовані через бої в напрямку Покровська. В основному це стосується сіл Гродівка та Новогродівка Покровського району за 5 км від фронту.. ЗС РФ обстріляли Очаків Миколаївської області з міномету, постраждала жінка.
Атака ЗСУ на окупований Луганськ призвела до пожежі на заводі, де ремонтувалася і зберігалася російська військова техніка.
Президент Зеленський підтвердив розгортання в Україні першої партії винищувачів F-16 і їхнє використання українськими ВПС. З початку вторгнення ЗСУ знищили понад 8000 повітряних цілей, у тому числі сотні літаків і вертольотів, тисячі крилатих ракет і безпілотників, здійснили 20 тис. бойових вильотів, більшість з них — на авіації озброєння. У Сумській області росіяни пошкодили два об'єкти інфраструктури.
РФ вербувала іноземних добровольців, зокрема громадян Єгипту, і відправляла їх воювати до Харківської області. У Вовчанську противник активізував повітряну розвідку безпілотниками.

### 5 серпня
За даними ISW, ЗС РФ просунулися на схід від Торецька і Покровська, а також поблизу Донецька і Роботиного. Росія вночі здійснила атаку на Україну за допомогою 24 безпілотників з Приморсько-Ахтарська та Курська. ППО знищила всі безпілотники в Київській, Вінницькій, Кіровоградській, Харківській, Сумській, Полтавській та Дніпропетровській областях. За добу відбулося 133 бойових зіткнення, третина боїв — на Покровському напрямку.
3 серпня на аеродромі Морозовськ у Ростовській області було знищено літак Су-34 і ще два пошкоджено, був повністю знищений склад російського авіаційного озброєння, а також пошкоджені чотири технічні будівлі та два ангари. В російському Волгограді вночі пролунав вибух, почалася пожежа на підстанції.
СБУ виявила масштабну диверсійну мережу ФСБ, що діяла в Дніпропетровській, Сумській, Запорізькій, Кіровоградській, Донецькій та Одеській областях, заарештовано дев'ять осіб, у тому числі двох депутатів міських рад Дніпра та Южного Одеської області. Рада ЄС запровадила санкції щодо 28 осіб із Білорусі, серед інших: директорка БелТА Ірина Акулович, голова молодіжної ради при Національних зборах Білорусі Микита Рачиловський, екскерівник пресслужби Лукашенка Дмитро Жук.

### 6 серпня
Війська РФ вночі запустила по Україні ракети Х-59 та балістичне озброєння «Іскандер-М» або «KN-23». Збито 2 з 4 Іскандер, усі Х-59 та усі. У Києві через нічну ракетну атаку в Деснянському районі відбулося пошкодження стоянки для автомобілів. У Харкові з-під завалів врятували п'ятеро людей, внаслідок влучання у район житлової забудови постраждали 8 цивільних осіб, серед них 8-місячний хлопчик
DeepState повідомив, що ситуація в Нью-Йорку погіршувалася, росіяни вели атаки в напрямку Покровська і близ Желанного, Залізничного і Південного. Лінія фронту проходила за кілька кілометрів на захід від Покровська. За даними ISW, українські війська здійснили низку транскордонних рейдів на Курську область. Тим часом ЗС РФ просувалися на схід від Торецька.
Уночі безпілотники атакували місто Суджа у Курській області Росії. Війська ЗСУ здійснили контр удар в Курській області. Вдень було підверджено ураження Ка-52 у боях у прикордонні Курської області та взято в полон до 10 військових.
Українському оператору дрона СБУ з підрозділу М2 вперше в історії вдалось уразити гелікоптер Мі-28 за допомогою fpv дрону.
Вдень росіяни здійснив ракетну атаку по інфраструктурі Сумського району Сумської області. Обійшлось без жертв. В Усінську в Комі стався вибух і пожежа на газопереробному заводі, що належить компанії «Лукойл».
Рада Євросоюзу затвердила виділення Україні 4,2 млрд євро допомоги у формі грантів та позик в рамках програми Ukraine Facility.
Україна отримала повторні обмеження у використанні ракет ATACMS проти російських літаків Су-34, розміщених на авіабазі «Мальшево» у Воронежі.
ГУР провело операцію на Тендрівській косі в Чорному морі, де окупанти залишились без техніки та особового складу. Спецпризначенці підрозділу активних дій «Артан» та Морського центру ГУР МО України провели операцію в північній частині Чорного моря. Вночі десантна група висадилася на Тендрівську косу і знищила ворожу броньовану техніку, зокрема МТ-ЛБ і комплекс РЕБ противника, а також зруйнувала фортифікаційні укріплення росіян.
Відповідальний за проект української розвідки «Хочу найти», який допомагає родичам російських солдатів у пошуку зниклих російських солдатів, повідомив, що з початку 2024 року від родичів російських солдатів надійшло 20 098 запитів. Було знайдено 588 російських солдатів, 553 з них живими, 100 з них були звільнені в Росію в рамках обміну військовополоненими, підтверджено загибель близько 55 солдатів, останки 33 з них були перевезені в Росію.

### 7 серпня
За добу росіяни втратили 1230 військових, 67 артилерійських систем і 29 ББМ. За даними ISW, українські війська просунулися до 10 км вглиб Курської області під час наступу на території РФ. ЗСУ відновили позиції на південь від Часового Яру, в той час як ЗС РФ просунулися на північний схід від Сіверська, південний захід від Донецька і на кордоні Донецької та Запорізької областей.
ЗС РФ вночі атакували Україну безпілотниками, всі 30 дронів були збиті у Київській, Хмельницькій, Вінницькій, Миколаївській, Херсонській, Харківській та Черкаській областях. Під ударом ворога опинилася Хмельниччина. ППО знищили 4 безпілотники, через падіння уламків є пошкодження резервуарів та цеху підприємства. Наслідки падіння уламків ворожого дрона на Київщині — поранено 78-річну жінку. Також в двох громадах області зафіксовані пошкодження 22 приватних будинків та господарської споруди.
Українські дрони вночі атакували Курську та Воронезьку області. В Воронежі зафіксоване падіння бпла у багатоповерхівку.

### 8 серпня
За даними ISW, українські сили продовжували швидко просуватися вглиб Курської області, досягнувши районів за 35 км від кордону з Сумською областю.
Міністерство оборони Великобританії повідомило, що війська продовжили наступ, зосереджуючись на центральній частині Донецької області. В результаті нещодавнього наступу, Покровськ опинився за 16 км від лінії фронту. Росія досягла успіхів у Новогороді, просування ЗС РФ у цьому районі поставило під загрозу Торецьк. Росія продовжила покладатися на піхотні атаки, які коштують їй великих втрат.
Станції Суджа, Коренево та Пселев у Курській області були тимчасово закриті через бойові дії.
Вночі ЗС РФ атакували Україну 2 балістичними ракетами «Іскандер-М», 2 керовані авіаційні ракети Х-59 та 4 дрони типу.

Мапа бойових дій в Курській області на початок серпня 2024

Заступниця речниці Міністерства оборони США Сабріна Сінгх заявила, що напад України на Курську область відповідає політиці США, а США підтримують Україну в захисті від нападів і санкціонували використання американської зброї. Bloomberg повідомив, що начальник російського Генштабу Валерій Герасимов та інші високопоставлені військові чиновники отримали попередження розвідки про нарощування Україною сил на кордоні з Курською областю за два тижні до цього, але проігнорували ці повідомлення, і Путін не чув про це.
На Сумщині призупинили роботу гуманітарного коридору «Колотилівка — Покровка» через російські обстріли. ЗС РФ завдали авіаудару по цивільній інфраструктурі села Могриця Юнаківської громади, внаслідок чого загинуло два брати — 6 і 22 років.
ЗС РФ атакувала прикордонне село Могриця в Сумській області КАБ, загинули 22-річний чоловік і його шестирічна сестра, двоє людей отримали поранення. Крім того, у Сумській області через обстріли з боку Росії було призупинено роботу гуманітарного коридору «Колотилівка — Покровка».
Росіяни завдали артудару по лікарні в Нікополі, є загиблий.
Президент Зеленський зустрівся з делегацією Конгресу США з членів Палати представників Конгресу у складі Дональда Норкросса, Селесте Мелой та Джеймса Панетти.
Міноборони України запустило застосунок Армія+, завдяки якому військовослужбовці могли би надсилати командирам електронні рапорти та проводити опитування.
Україна звернулася до Мексики з проханням заарештувати Путіна, якщо він приїде на інавгурацію їх президента. Президент Мексики Андрес Мануель Лопес заявив, що уряд країни відкликав запит України із закликом арештувати Путіна. «Ми не можемо цього зробити. Це не від нас залежить», — сказав журналістам президент Мексики.

### 9 серпня
За добу ЗС РФ втратили 1030 окупантів. Російське командування в основному покладалося на підрозділи в прикордонній зоні і на сили в тилу, більшість з яких були укомплектовані солдатами строкової служби і нерегулярними формуваннями, щоб протистояти українському вторгненню в Курську область. ЗС РФ просунулися в районі Часів Яру, Торецька та Покровська. ЗС РФ відбили село Снагость, а на півночі відтіснили ЗСУ до села Мала Локня з позицій у Милютині та Генералівці. На українському фронті відбулося 60 боїв, найбільше на Покровському та Торецькому напрямках. На фронті відбулося 100 зіткнень.
За даними NPR, в Курській області діяли підрозділи 4-5 бригад ЗСУ чисельністю 10-12 тис..
Вночі БПЛА уразили російський військовий аеродром «Липецьк-2», почалася пожежа та вибухи на складі боєприпасів. Було знищенно до 700 КАБ-ів.
Українські підрозділи вночі завдали ударів по зенітних ракетних дивізіонах РФ на тимчасово окупованій території Донецької області. Бойова робота здійснювалася по трьох радарах противника: двох — від комплексів С-350 та одному С-300, знищено радар ЗРК С-350.
ГУР здійснив рейд на тимчасово окуповану ворогом Кінбурнську косу, було ліквідовано шість одиниць броньованої техніки, 30 загарбників. ППО ЗСУ вночі знищили всі 27 запущених росіянами дронів Shahed.

Вдень ЗС РФ завдали удар ракетою Х-38 по Костянтинівці Донецької області. Пошкоджено щонайменше чотири приватні будинки, торговельний центр, пошта, магазини, автомийка, автомобілі. Жертвами атаки стали 14 людей. Ще 44 — отримали поранення.

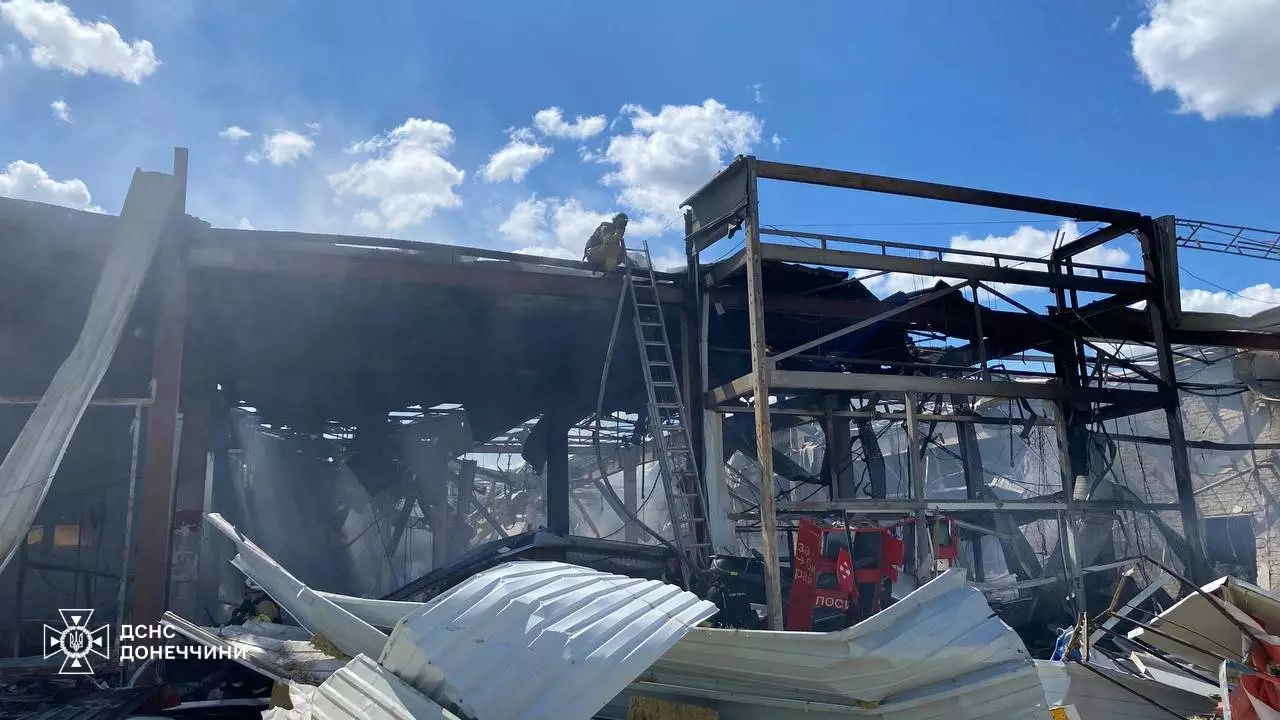
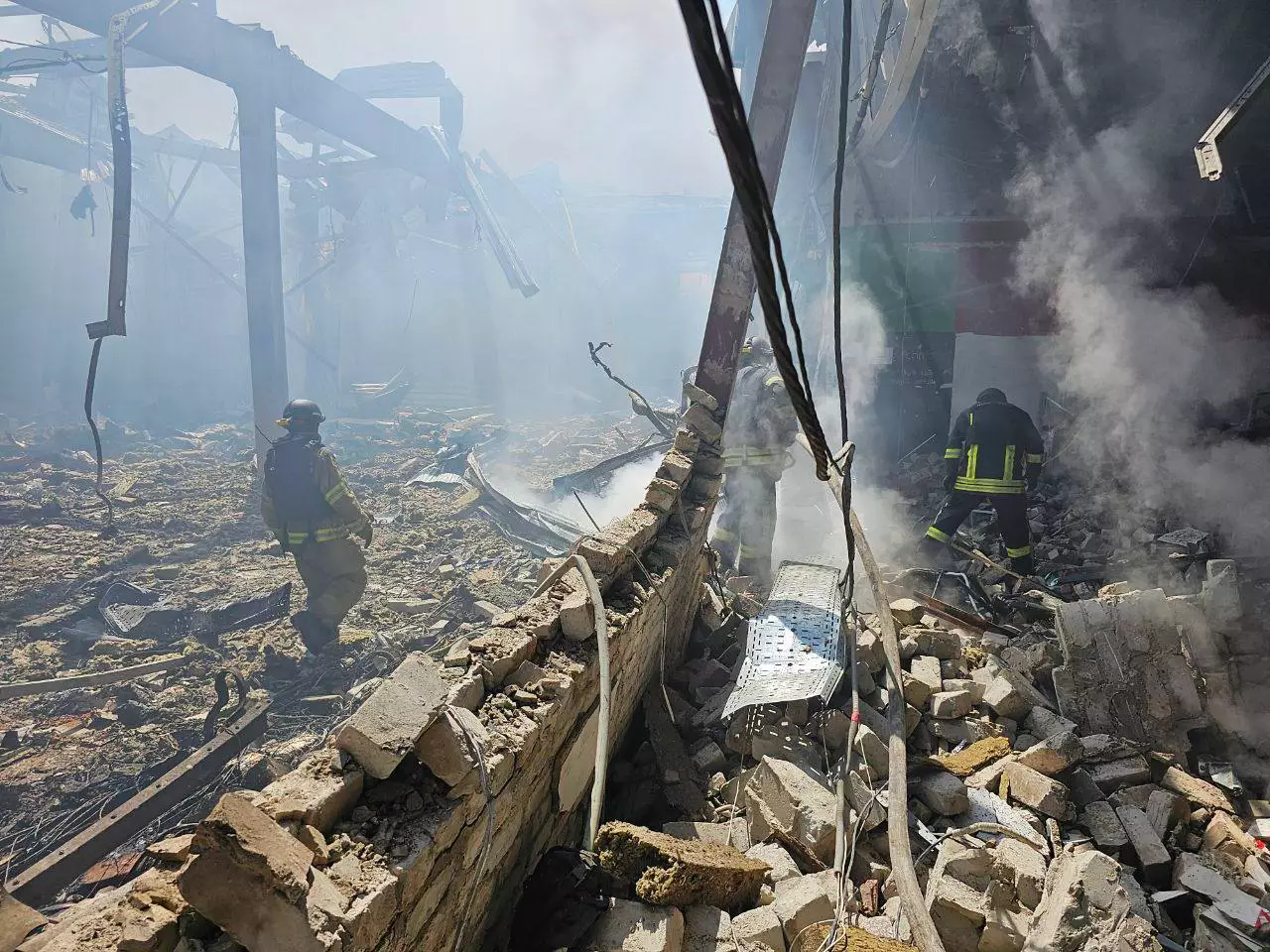
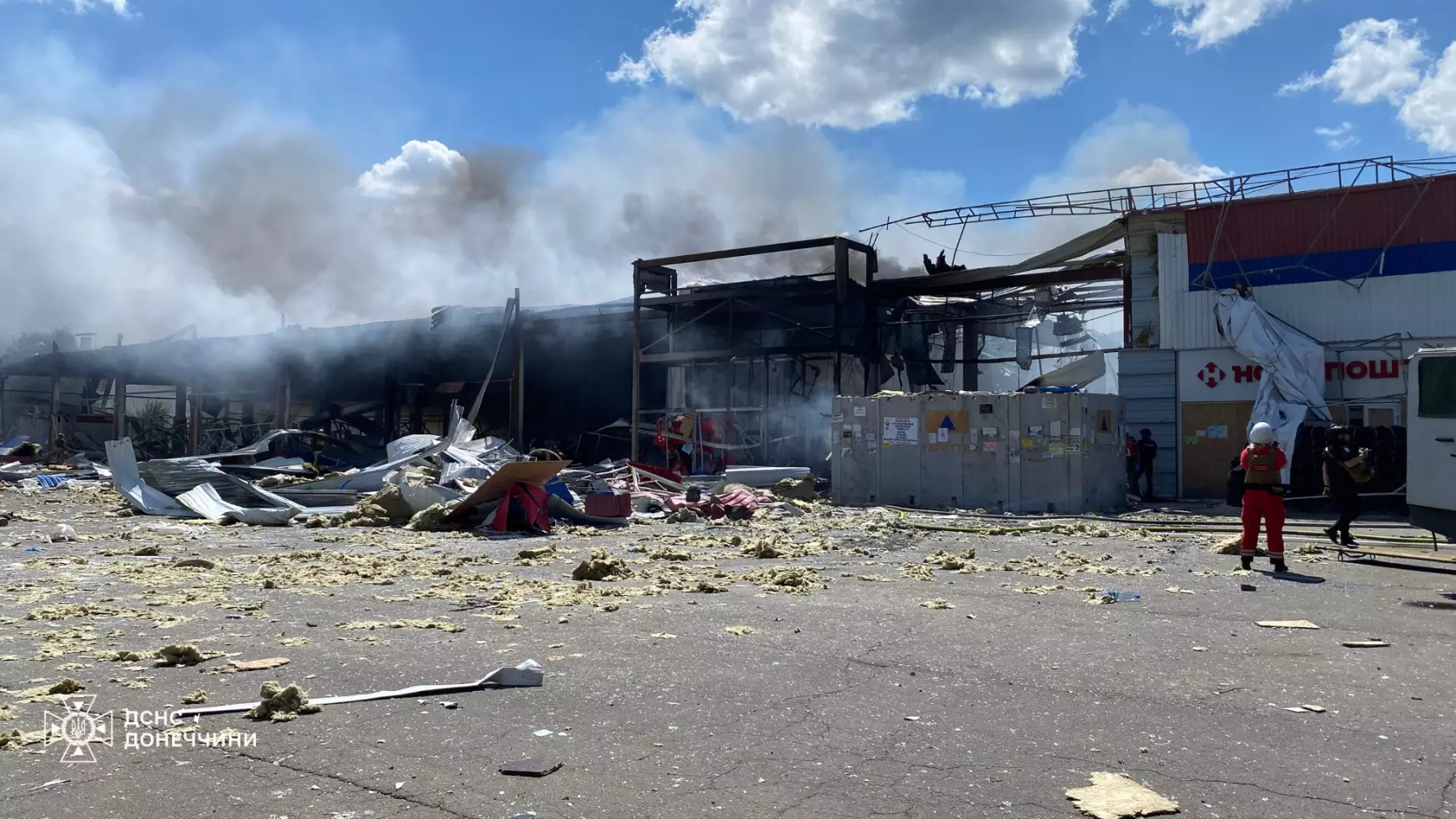
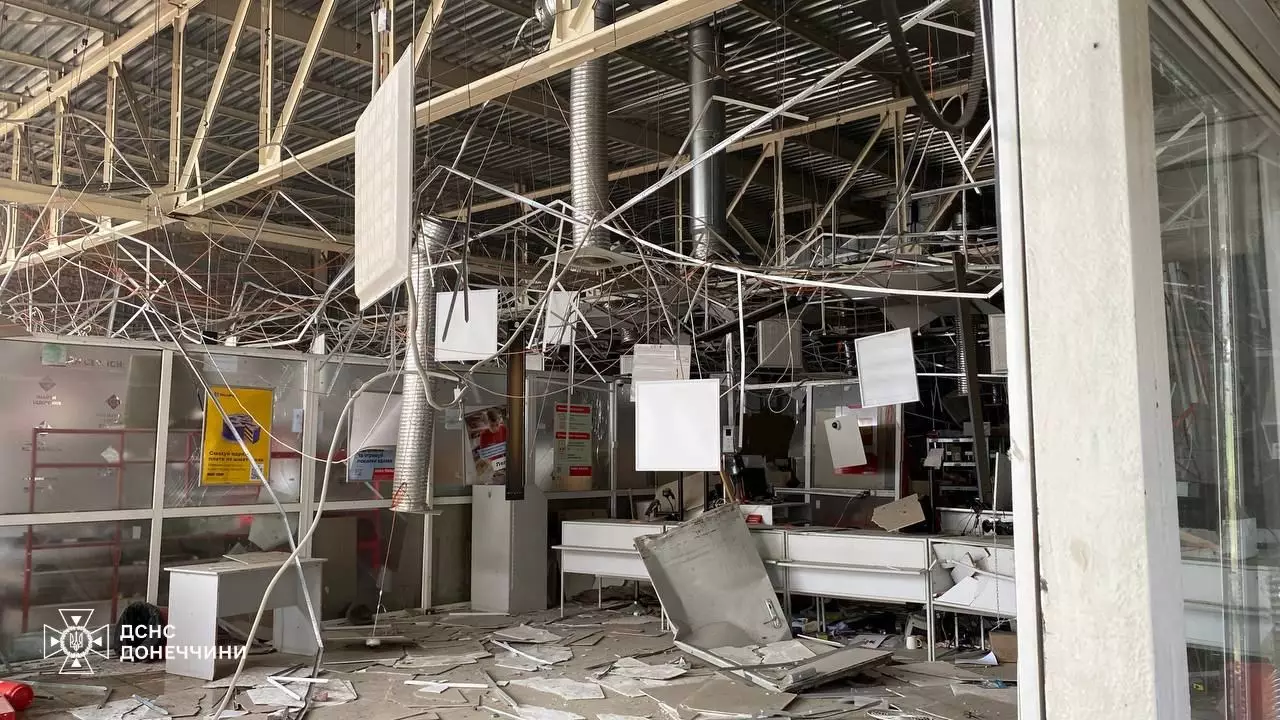
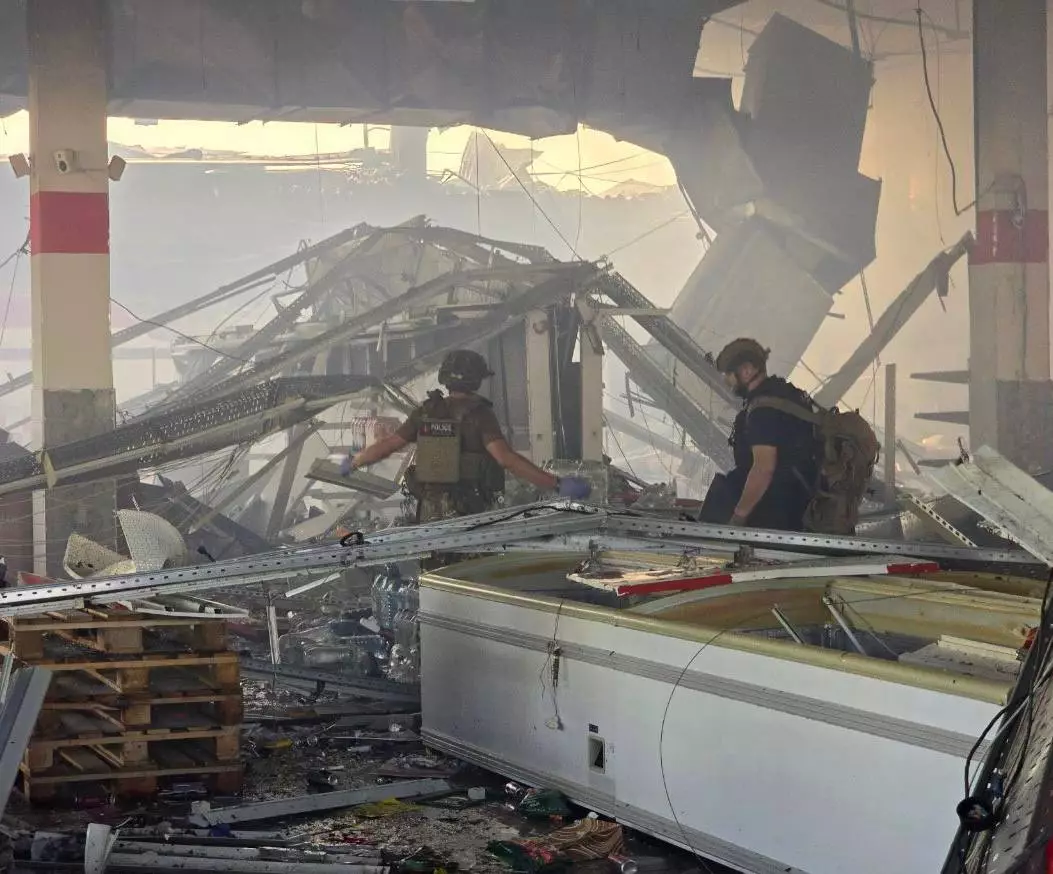

Київ звернувся до Вашингтона за дозволом використовувати американські ракети великої дальності ATACMS для ураження аеродромів, які Росія використовує для атак на Україну, це могло би дозволити ЗСУ утримувати території в Курській області.
МО України уклало контракт з німецькою компанією Rheinmetall на придбання восьми станцій передових хірургічних бригад (FST) для використання в Збройних силах.
Сотні балістичних ракет ближнього радіуса дії «Fath-360» має оперативно поставити Іран до Росії.
Міністерство оборони США, оголосило про виділення нового пакета військової допомоги Україні на $125 млн.

### 10 серпня
ЗСУ ліквідували 1160 російських солдатів, знищили 69 артилерійських систем і 82 одиниці автомобільної техніки. За даними ISW, Росія оголосила антитерористичну операцію в трьох регіонах у відповідь на українське вторгнення в Курську область. МО РФ продовжувало покладатися на комбінацію солдатів строкової служби в Курській області, елементів Північної групи військ та елементів, передислокованих з менш важливих ділянок фронту в Україні. ЗС РФ просунулися поблизу Кремінної, Торецька, Покровська та Донецька. ЗСУ відбили атаку під Вовчанськом, РФ зазнала втрат біля Часового Яру. За добу відбулося 92 бойових зіткнення.
За даними аналітиків, які цитує The New York Times, українські наступальні дії в Курській області були в основному зупинені російським підкріпленням, і ситуація стабілізувалася. Однак ЗСУ продовжували утримувати території. На противагу цьому, інші джерела, такі як The Washington Post і Frankfurter Rundschau, повідомляли, що Росія все ще була не в змозі контролювати ситуацію, а Україна продовжувала наступати. Зона бойових дій розширилася до 650 км2.
ЗС РФ атакували Херсон безпілотниками, поранивши 10 осіб, у тому числі 15-річного хлопчика. Внаслідок удару по Очакову Миколаївської області, постраждали люди.
Вночі близ Чорноморського у тимчасово окупованому Криму воїни спецпідрозділу ГУР МО України «Group 13» дроном MAGURA V5 знищили швидкісний катер проекту КС 701 типу «Тунєц».
На території Курської області було збито вертоліт Ка-52 «Алігатор». Зазначається, що борт був уражений українськими військовими з американського ПЗРК Стінгер, екіпаж було ліквідовано.
Президент Зеленський вперше визнав, що ЗСУ провоить операцію з перенесення війни на територію агресора.

## 11-20 серпня

### 11 серпня
За даними ISW, операція в Курській області дозволила ЗСУ перехопити ініціативу на одній ділянці лінії фронту і протидіяти російській ініціативі по всій зоні бойових дій. ЗСУ просувалися на захід і північний захід у Курській області. Швидко зібране і розосереджене російське угруповання військ складалося з неукомплектованих і непідготовлених підрозділів. Москва визналиа що ЗСУ просунулися на 25 км вглиб Курської області. ЗС РФ просунулися поблизу Куп'янська і Донецька. ЗС РФ вдруге за два дні обстріляли Краматорськ. ЗС РФ захопили селище Невельське під Покровськом, просунулися поблизу Кремінної, на Торецькому і Донецькому напрямках. ЗСУ відбили понад 70 атак на покровському напрямку. Протягом доби на фронті зафіксовано 124 бойових зіткнення.
МО РФ повідомило про бойові дії біля сіл Товпине та Общий Колодезь за 25-30 км від українського кордону. BBC повідомила, що ЗС РФ почали будувати оборонні лінії поблизу Курської АЕС, а ЗСУ просувалися вглиб Курської області, наблизившись до 50 км від об'єкта.
В Курській області ППО, можливо, збила ракету, відбулося 3-4 вибухи, уламки впали на житловий будинок, місцева влада заявляла про 13 постраждалих.
ЗС РФ атакували Україну 57 безпілотниками з Приморсько-Ахтарська, Балаклави та Єзкська та чотирма ракетами KN-23 з Воронезької області в напрямку Києва. ППО ЗСУ знищила 53 безпілотники над Одеською, Миколаївською, Дніпропетровською, Черкаською, Вінницькою, Київською, Кіровоградською, Херсонською, Київською, Запорізькою, Сумською та Рівненською областями. Внаслідок обстрілу Сумського району було пошкоджено об'єкти інфраструктури.
ЗС РФ запустили до Києва балістичні рекети, вони не влучили в передмістя в Броварському районі. Внаслідок падіння уламків важкі травми дістали три людини, серед яких 13-річна дитина, двоє людей загинули: 35-річний чоловік і його 4-річний син — опинилися під завалами будівлі.
Путін призначив голову ФСБ Бортнікова командувачем «контртерористичної операції» після вторгнення ЗСУ до Курської області. У Воронежі дрони пошкодили адмінбудівлю та комунальний об'єкт.
ЗС РФ підпалили в градирні Запорізької АЕС шини, сама ЗАЕС працювала в попередньому режимі. Росіяни почали перекидати військових на Курський напрямок, що мали посилити Покровський напрямок.

### 12 серпня
ЗСУ просунулися в межах Курської області, ЗС РФ просунулися біля Вовчанська, Часовому Яру, Торецького та Покровська. ЗС РФ захопили село Лисичне в Донецькій області. ЗСУ контролювали 44 населених пункти в Курській області, а контроль над ще 10 був під питанням. ЗСУ контролювали 1000 км2 російської території. Російська влада почала евакуацію з Красноярського району Бєлгородської області (в тому числі 11 000 жителів з прикордонного міста Красна Яруга), район знаходиться безпосередньо на південь від Курської області і межує з Україною.
ЗСУ зайняли село Дар'їно Курської області. Російський вертоліт Ка-52М атакував колону російських військ у селі Кривицькі Буди Біловезької області, знищивши самохідну гармату 2С19М2 «Мста-С». Протягом доби відбулосz 134 бойових зіткнення, росіяни були найактивнішими на Покровському напрямку.
Новий координатор системи ООН і гуманітарний координатор в Україні Матіас Шмале почав роботу в Україні. Він замінив попередницю Деніз Браун.
Окупаційна армія росії, завдала серії ударів по Донецькій області, у Костянтинівці ворог убив 35-річну жінку, чоловік 40 років отримав поранення. В місті пошкоджено щонайменше 6 приватних будинків, промислову будівлю та 2 лінії електропередач. Одну людину було вбито росіянами в Торецьку. ЗС РФ обстріляли Дніпровський район Херсона, пораннення дістав 61-річний чоловік.
За даними МО Британії, РФ витратила до $211 млрд на фінансування вторгнення до України. З травня 2024 року середньодобова кількість вбитих і поранених російських солдатів перевищувала тисячу осіб. За даними британців, РФ могла втратити понад 500 тис. поранених і загиблих.
ЗС РФ переміщувала війська з Придніпровського напрямку на інші, серед іншого, й на Курський.
Речник Ради національної безпеки США Джон Кірбі заявив, що США підтримують зв'язки з Україною, але не обговорюватимуть дії в Курській області, підкресливши, що це війна Путіна проти України, і якщо Путін чимось незадоволений, у нього є просте рішення — віддати наказ про виведення російських військ з України і закінчити війну.

### 13 серпня
За добу росіяни вЗСУ ліквідували п'ять РСЗВ, 57 артсистем і 1240 солдатів. Речник 32-ї ОМБ Олександр Бордіян заявив, що дії ЗСУ в Курській області не вплинули на бойові дії в районі Торецька Донецької області. ЗС РФ продовжила наступ на Торецьк, бої дійшли до околиць міста. Росія продовжує перекидати диверсійні групи та збільшила частоту повітряних ударів. Інтенсивність наземних атак зменшилася, це намагаються «компенсувати збільшенням кількості атак керованими авіабомбами». Бойові дії відбувалися близ Торецька, в міській агломерації Північне-Залізне. РФ використовувала п'ять військових аеродромів в окупованому Криму, два з яких були знищені українськими військовими і на той час мали лише обмежену експлуатацію.
ЗСУ продовжили наступ у Курській області, ЗС РФ просунулися в районі Часового Яру і на південний захід від Донецька, ЗСУ просунулися в напрямку Сіверська, в Нью-Йорку і в західній частині Запорізької області. На Покровському напрямку відбито 22 атаки.
Наступ ЗСУ в Курській області тривав, ЗСУ перебували, зокрема, біля міста Льгов, там було взято в полон співробітники Управління федеральної служби виконання покарань РФ.
Путін призначив Олексія Дюміна, колишнього охоронця і голову Державної ради, командувачем російських сил.
Український Су-27 знищив російський командний пункт в Тьоткіно Курської області ракетою JDAM. Російські винищувачі перенацілили до половини своїх планерних бомбардувань на українські об'єкти в Сумській області, де дислокуються українські війська. На цей день Україна контролювала 74 населені пункти в Курській області. У Курській області ЗСУ захопили у полон близько 2000 російських солдатів.
ЗС РФ атакували вночі двома ракетами «Іскандер-М/КН-23» з Воронезької області та 38 безпілотниками з Приморсько-Ахтарська та Курська. ЗСУ збили 30 безпілотників. ЗС РФ атакували лікарню та об'єкти енергетики в Сумах, поранивши щонайменше одну цивільну особу.
Голова міноборони Латвії Андріс Спрудс зазначив, що близько 500 БпЛА латвійського виробництва надаватимуть підтримку ЗСУ.
За місцевими даними, білоруський диктатор Лукашенко на вимогу Москви передав частину військової техніки білоруської армії до РФ, щоби компенсувати втрати.
Видання TheEconomist провело дослідження і виявило, що економічна ситуація країн Центральної Азії та Кавказу завдяки збільшенню товарообігу за два з половиною роки повномасштабної війни Росії проти України значно покращилась. Для прикладу імпорт електроніки з Європи збільшився — з 250 млн євро до 709 млн євро. Причиною такого різкого злету технологічної галузі країни може бути перепродаж цих товарів РФ. Експорт з Казахстану до Росії зріс з $40 млн у 2021 р. — до $298 млн у 2023 р.

### 14 серпня
ЗС РФ майже зайняли села на південь і південний захід від Торецька, ЗСУ відступили від Нью-Йорка і Залізного до Торецька через загрозу оточення. За даними ISW, ЗСУ просунулися у Курській області. Російський уряд продовжував вербувати військовослужбовців для підтримки операцій у Курській області. ЗС РФ просувалися на північ від Харкова і на південний схід від Покровська.
ЗСУ просунулися на Сіверському напрямку та в західній частині Запорізької області.
За місцевими даними, українські БПЛА фіксували і чули вибухи у Нижньогородській області, де розташований військовий аеродром Саваслейка. З нього злітають винищувачі МіГ-31К, які можуть нести ракети Кинджал. Відбулася атака дронів в Борисоглібську Воронезької області, горів військовий аеродром, нанесено удар по військовому аеродрому Балтимор у Воронежі, там виникла пожежа.
Від початку доби в Курській області РФ було взято в полон понад 100 солдат. ЗС РФ вели оборонні роботи у Курській області, створюючи окопи на можливих напрямках наступу ЗСУ. Оборонні позиції розташовані вздовж ключових маршрутів. Найближчі окопи знаходяться біля села Вікторівка, за 45 км від українського кордону, найвіддаленіші лінії розкидано навколо Курська, за 75 км від кордону. В.о. Курської області Олексій Смирнов наказав евакуювати Глушков, а губернатор В'ячеслав Гладков оголосив надзвичайний стан у Бєлгородській області.
Винищувач-бомбардувальник Су-34 було знищено під час виконання бойового завдання на території Курської області.
Вночі росіяни атакували Україну двома ракетами Х-59/69 та 23 Shahed. Збито 17 з 23 БпЛА. ЗС РФ вдарили дроном по пункту видачі гуманітарної допомоги в Куп'янську на Харківщині. Одна людина травмована.
МО України на майданчиках знищеної військової техніки знайшло 100 кг золота, 1900 кг срібла та 25 кг платини.

### 15 серпня
ЗСУ продовжили наступ в Курській області, ЗС РФ наступали в Донецькій області, просунулися до Покровська і Торецька. МО Британії повідомило, що після входу ЗСУ до Курської області, Росія передислокувала туди сили з інших областей і побудувала укріплення. ЗС РФ перекинули в регіон більші сили, в тому числі з інших районів уздовж лінії фронту. Російські окупанти активізувалися у Херсонській області на лівому березі Дніпра в районі Кринок. Українським військовим доводиться переміщатися через пожежі, спричинені обстрілами.
Зеленський призначив голову військової комендатури в Курській області. На цей день ЗСУ мали під контролем 82 населені пункти у Курській області. Цього дня в Курській області рота солдатів РФ здалась у полон, більше сотні росіян добровільно склали зброю.
У Херсоні росіяни атакували з дрона волонтерів, коли вони надавали допомогу місцевим мешканцям. Двоє людей загинуло.
Росіяни уразили вузол логістичної інфраструктури України, який був зруйнований у селі Осиново Куп'янського району. Росіяни також обстріляли з артилерії село Козача Лопань Дергачівської громади.
Близько 12 години після обстрілу Павлограду виникла пожежа. Постраждав 21-річний хлопець.
Генеральна прокуратура України заочно звинуватила проросійського «губернатора» Херсонської області Володимира Сальдо у незаконному вивезенні 2800 тонн зерна із захопленого Херсонського комбінату хлібопродуктів.
В Іркутській області Росії розбився бомбардувальник Ту-22М3. Екіпаж із 4 осіб катапультувався.
Україна може використовувати передані Канадою танки і бронемашини та іншу техніку на території Росії. Про це заявили в четвер у Міністерстві національної оборони Канади речниця Міністерства оборони Канади.
Міністр оборони Швеції Пал Йонсон, заявив про ймовірність переходу від завезення до виробництва військової техніки в Україні. За його словами у просуванні такого проєкту вже з осені цього року допоможе присутність на території України Шведського агентства військових закупівель (FMV).

### 16 серпня
За добу ЗС РФ втратили 1330 солдатів, 35 броньованих машин та 59 артилерійських систем.
ЗСУ продовжили незначне просування на південний схід від Суджі в Курській області і вглиб західної Білгородської області. ЗС РФ просувалися під Часовим Яром, Торецьком і Покровськом, в районі Гродівки на схід від Покровська, в районі Желанного, Миколаївки та Орловки на південний схід від Покровська. За даними ISW, російська армія зайняла Орловку та Желанне. На фронті відбулося 144 боїв, ворог концентрував зусилля на Покровському напрямку.
З'явилося відео перших годин прориву на Курщині. 80 окрема десантно-штурмова Галицька бригада ДШВ ЗСУ показала перші години з початку військової операції у Курській області Росії. Бійці прорвали лінію оборони, знищили прикордонний пункт пропуску і взяли у полон понад 50 військових.
У Донецьку сьогодні вдень прогриміли вибухи, окупанти заявили про прильоти та нібито обстріл ТЦ «Галактика». Дві людини загинуло, ще 11 поранено.
Збройних сил України повалили одну з прольотів мосту через річку Сейм в районі Глушкового в Курській області, що ускладнить логістику росіян в цьому районі. Повітряні сили ЗСУ втратили винищувач МіГ-29, пілот уцілів.
Президент Зеленський призначив уповноваженим із питань санкційної політики 35-річного Владислав Власюк.
Міністр оборони Іспанії Маргарита Роблес заявила, що Україна може сама вирішувати, як і коли використовувати техніку та озброєння, надані Іспанією. Україна перебуває в стані війни, тому вона може використовувати інструменти, які вважає за потрібне, в будь-який час, сказала вона, підкресливши, що обладнання, надане Іспанією, має оборонний характер. На той час не було повідомлень про те, чи використовували українські військові іспанську техніку в Курській області.
Представник окупаційної влади окупованого Маріуполя Олег Моргун видав доручення ватажкам районів про підготовку до розміщення біженців із Курщини.
ЗСУ збили дві російські ракети над Дніпропетровською областю, в Дніпрі стався вибух і кілька пожеж.

### 17 серпня

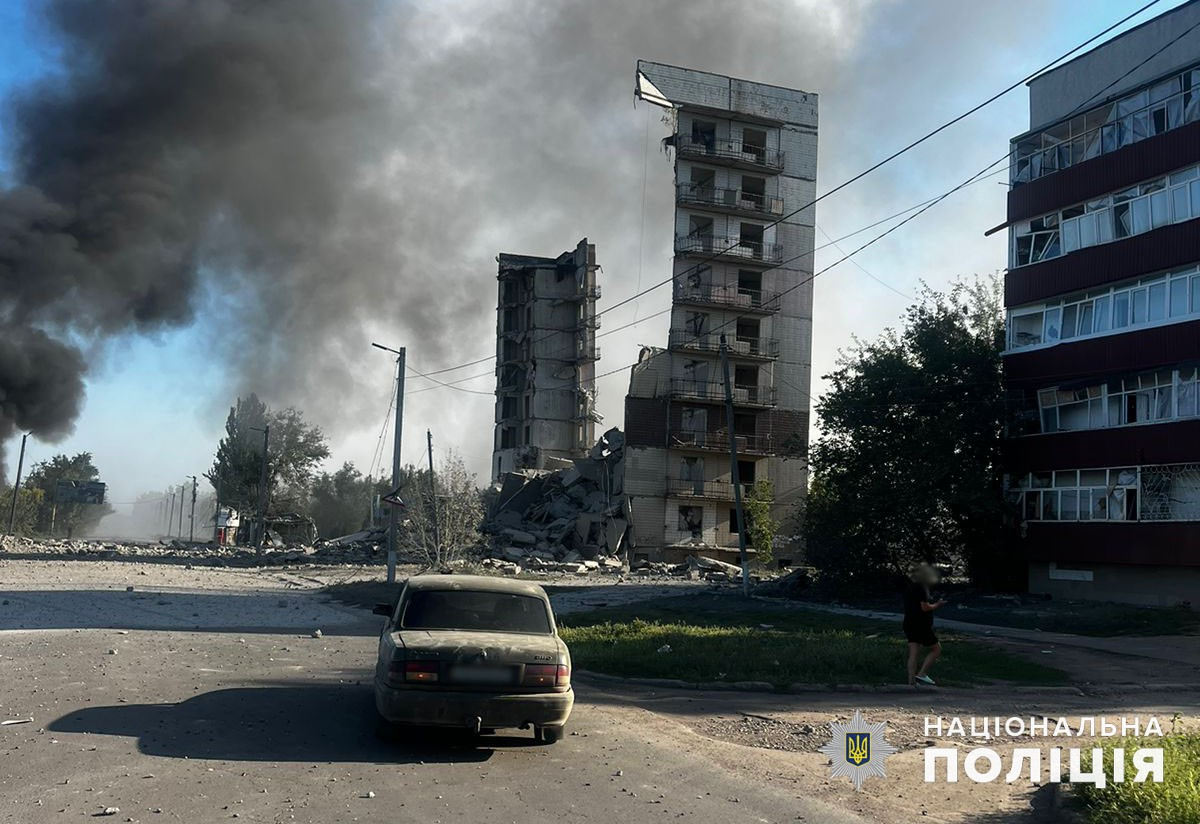
Житловий будинок у Мирнограді після російського обстрілу. 17 серпня 2024

На думку ISW, українське вторгнення в Курську область і російські наступальні операції на сході України не були вирішальними військовими операціями, які б привели до перемоги у війні. ЗСУ та ЗС РФ не вистачало потенціалу для проведення вирішальних операцій, і вони були змушені проводити численні операції з обмеженими цілями, які були далекі від перемоги, але які разом могли б досягти стратегічних цілей. Українські офіційні особи зазначили, що українська операція в Курській області не мала довгострокових територіальних цілей, а натомість мала на меті чинити тиск на російські сили по всьому фронту. Українська операція в Курській області вже чинить оперативний і стратегічний тиск на росіян по всьому фронту, а наступні етапи бойових дій в Росії, ймовірно, чинитимуть ще більший тиск на Путіна і російських військових. ЗСУ просунулися у районі Часового Яру, ЗС РФ досягли незначних успіхів поблизу Кремінної, Покровська та Донецька.
Уночі росіяни атакували Україну крилатою ракетою «Іскандер» і 14 ударними безпілотниками, протиповітряна оборона ліквідувала 14 БПЛА, повідомив командувач Повітряних сил ЗСУ Микола Олещук. Всі бпла вдалось збити.
Ворожа авіація зранку завдала удару по Сумам. Внаслідок атаки спалахнула пожежа, вогонь охопив 10 автомобілів на стоянці поряд з житловою багатоповерхівкою. В Сумській області ЗС РФ застосовували авіаційні бомби, протягом 10 днів на область було скинуто 200 КАБів, в місті сталися пожежі. ЗС РФ обстріляли Краматорськ Донецької області зі РСЗВ «Смерч». РФ за добу використала майже 300 дронів для атак на Запорізьку область. У Херсонській області під російський удар потрапила критична інфраструктура.
Увечері в росіяни завдали удару по недобудованому дев'ятиповерховому будинку в Мирнограді Донецької області. Унаслідок цього одна людина загинула та ще четверо жителів дістали поранення.
За повідомленнями військових блогерів, російські війська оголосили про «організований відступ» і «підірвали» два мости біля Тьоткіно і Попово-Лежачі після відступу з правого берега річки Сейм в цьому районі, додавши, що російські солдати «зайняли щойно підготовлені оборонні рубежі».
Міжнародне агентство з атомної енергії повідомило, що сталася атака безпілотника на дорогу в районі Запорізької атомної електростанції, в якій Росія звинуватила Україну. Атака не призвела до жертв і не завдала шкоди обладнанню станції.
США фактично блокує дозвіл Британії на використання Києвом ракет Storm Shadow на території Росії на тлі побоювань адміністрації Байдена щодо ескалації війни. Цього місяця Україна та Росія мали надіслати в Доху свої делегації, щоб обговорити угоду про припинення ударів по енергетичній інфраструктурі, пише Washington Post із посиланням на дипломатів та офіційних осіб, знайомих із ходом переговорів.
Найбільша у світі нафтосервісна компанія SLB розширюється в Росії після того, як основні західні конкуренти покинули країну після повномасштабного вторгнення Москви в Україну.
Міністерство закордонних справ Росії викликало посла Італії Чеччілію Піччоні після того, як кореспонденти італійського державного телеканалу RAI вели репортаж з частини Курської області, яку контролює Україна. Про це заявило МЗС Росії.

### 18 серпня
ЗСУ ліквідували 1170 росіян, систему РСЗВ і 79 одиниць автотехніки. ЗСУ продовжили атаки в Курській області і просунулися на південний схід від Суджі. Вторгнення ЗСУ змусило РФ передислоковувати сили з інших ділянок фронту, ЗС РФ просунулися під Кремінною та Донецьком, ЗСУ відновили позиції під Сіверськом.
Вночі ворог атакував Україну ракетами і БПЛА, виявлено 16 засобів:

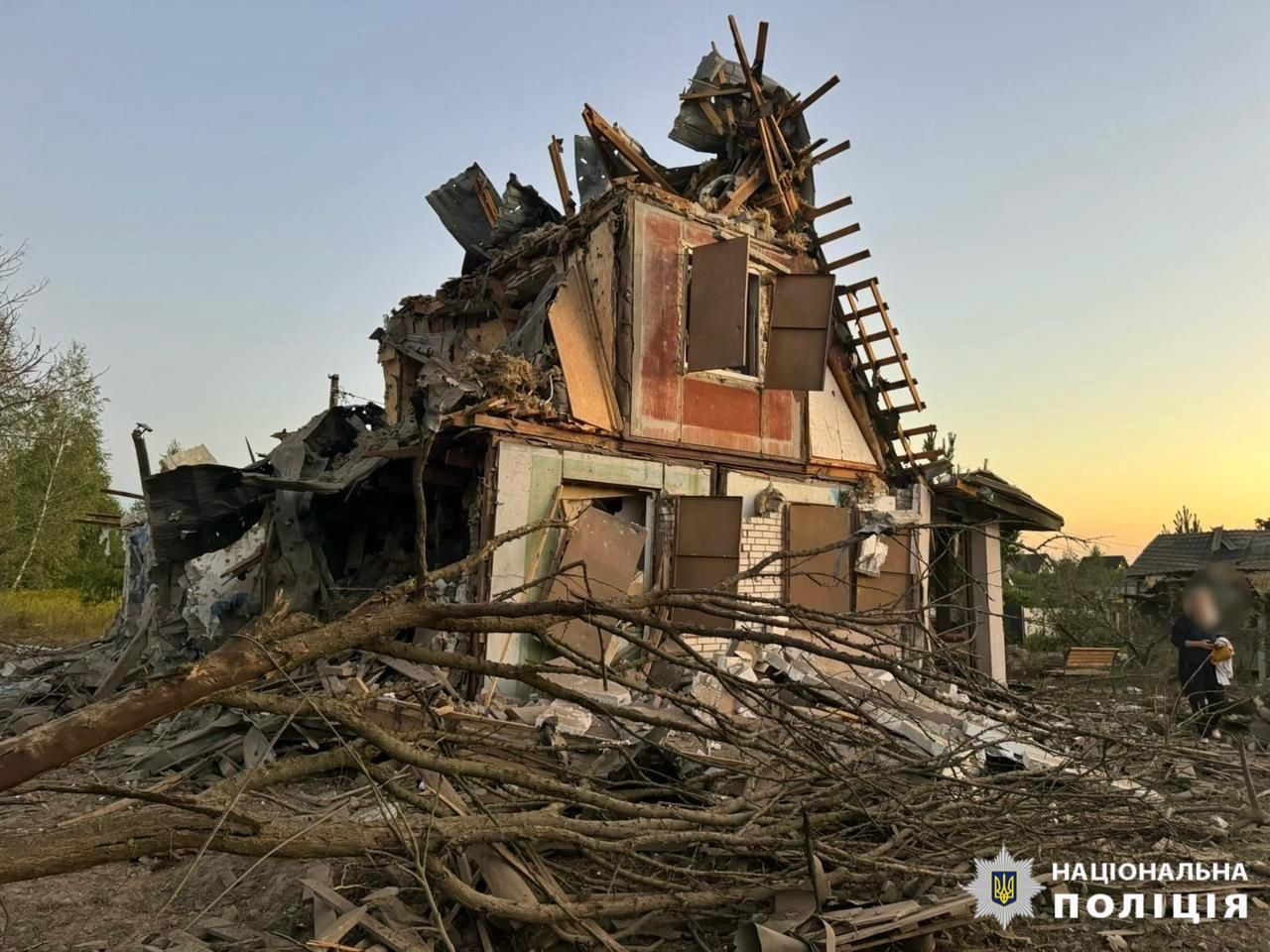
Залишки будинку від вибуху дрона. Київська область, 18 серпня 2024

- 1 балістичну ракету Іскандер-М
- 2 балістичні ракети KN-23
- 2 керовані авіаційні ракети Х-59
- 3 крилаті ракети
- 8 Shahed-131/136.

Збито 13 цілей — 2 балістичні ракети KN-23; 3 крилаті, 8 Shahed-131/136. Решта ракет, які не потрапили до статистики збитих, не досягли бажаних цілей. Попередньо без людських втрат та потерпілих.
Сили оборони України вночі завдали удару по комбінату «Кавказ», що в Ростовській області РФ. Там берігалися нафта та нафтопродукти, які постачали, зокрема, на потреби Збройних сил Росії.
Hосійські окупанти скинули керовану авіабомбу на Білопілля Сумської області, щонайменше одна людина загинула, одну було поранено. ЗС РФ зранку атакували Торецьк Донецької області, ЗСУ зупинили штурм і завдали ворогу втрат.
Українські кіберфахівці атакували російське підприємство, що розробляє ядерну зброю Росії. Внаслідок цього розвідка отримала багато цінної інформації. Про це в ефірі телемарафону розповів представник ГУР Євген Єрін. Зазначимо, що спеціалісти атакували єдиного провайдера у місті Снєжинськ Челябінської області Росії — компанію «Вега».
Солдати 501-го окремого батальйону морської піхоти опублікували відео, на якому вони зривають російський прапор з муніципальної будівлі в Опанасівці. 80-та десантно-штурмова бригада опублікувала відео, на якому показано танк Т-90М, захоплений у Курській області. Вони заявили, що відремонтували танк і будуть використовувати його проти росіян. Окупанти перебували за 11 км від Покровська, у місті на цей час залишалося 59 тисяч людей.
Речник Держприкордонслужби полковник Андрій Демченко назвав неправдивими заяви самопроголошеного президента Білорусі Олександра Лукашенка про перекидання майже ⅓ військ до українського кордону, заявивши, що кордон з Білоруссю не змінився, як і риторика Лукашенка, який регулярно загострював ситуацію, щоб заспокоїти Росію.

### 19 серпня
Російська окупаційна армія вдарила по газопроводу в Херсоні. Протягом минулої доби на фронті відбулося 145 бойових зіткнень. За даними ISW, ЗСУ продовжували бойові дії і досягли незначних успіхів у Курській області. Російські війська просунулися біля Куп'янська, Сватова, Покровська та Вугледара. РФ перекинула з фронтів в Україні до Курської області понад 5000 осіб. На фронті відбулося 154 боєзіткнень, близько третини на Покровському напрямку.
Уряд Данії не бачить проблеми у тому, що Україна застосовує данську зброю під час операції у Курській області. Адже це є частиною самооборони.

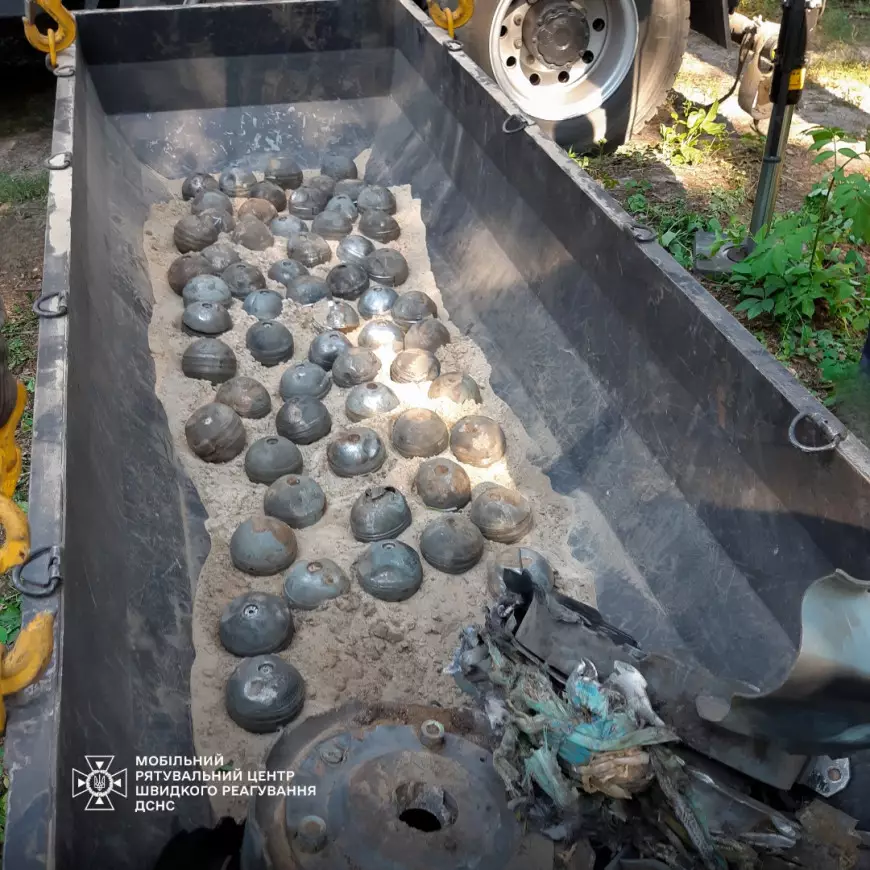
У лісі в Києві, куди впали уламки російської ракети Х-101, знайшли касетні боєприпаси. Знайдено 60 куль.

Уряд ФРН заявив, що Німеччина поставила Україні третю систему протиповітряної оборони IRIS-T SLS, 14 000 155-мм боєприпасів, 26 розвідувальних безпілотників Vector із запасними частинами, 10 військово-морських безпілотників, шість інженерних екскаваторів, одну ремонтно-рятувальну машину Bergepanzer 2, 700 штурмових гвинтівок MK556, 10 снайперських гвинтівок HLR 338 з боєприпасами, 50 гвинтівок CR 308, а також матеріали для знешкодження вибухонебезпечних предметів і 55 000 аптечок першої допомоги. Міністерство оборони Швеції заявило про початок поставок в Україну «цілого парку» бойових машин піхоти Pansarbandvagn 302 вартістю $1,3 млрд.
У Росії заявили, що ЗСУ знищили третій міст через річку Сейм у Курській області, відрізавши від постачання угруповання російських військ.
Сили оборони України, попри окремі повідомлення, продовжують тримати оборону в північній частині селища Нью-Йорк на Донеччині, зокрема 53 бригада — повідомляє УП, посилаючись на співрозмовників у керівництві бригади та ОТУ Луганськ.
Міністерство оборони Росії заявило, що ЗС РФ захопили «більш важливе» місто Залізне на південний схід від Торецька.
Президент Зеленський заявив, що ЗСУ контролюють 92 населених пункти в Курській області та 1250 км2 російської території.
ЗС РФ атакували 11 громад у Сумській області, поранивши чотирьох цивільних осіб. Загалом було зафіксовано 256 вибухів під час 69 окремих атак із застосуванням мінометів, артилерії, ракетних установок, вибухівки, некерованих ракет і безпілотників. Війська РФ вночі атакували Україну Шахедами, ППО збили всі 11 дронів-камікадзе.
Директор біосферного заповідника «Асканія-Нова» в Херсонській області Віктор Шаповал заявив, що заповідник зазнав серйозних втрат під час російської окупації, але досі не був повністю зруйнований. Через занедбаність загинула велика кількість тварин, більшість з яких вимерла, а значна частина луків була спалена. Крім того, російська армія незаконно переселила деякі вимерлі та зникаючі види тварин, зокрема зебру Чапмана, американського буйвола, диких коней Пржевальського, оленя Давида та інших тварин, до парку дикої природи в Краснодарському краї.
Служба безпеки України повідомила про викриття російської шпигунської мережі, до якої входили діючі та колишні українські правоохоронці, що діяли в Миколаївській, Дніпропетровській та Івано-Франківській областях, додавши, що двоє підозрюваних були заарештовані.

### 20 серпня
За добу втрати Росії у війні склали 1330 солдат, 26 бойових броньованих машин та 52 артилерійські системи. За даними ISW, ЗСУ продовжили наступальні операції в Курській області і досягли додаткових незначних успіхів. Російські війська просунулися на південний схід від Покровська, на південний захід від Донецька і на північний схід від Роботиного.

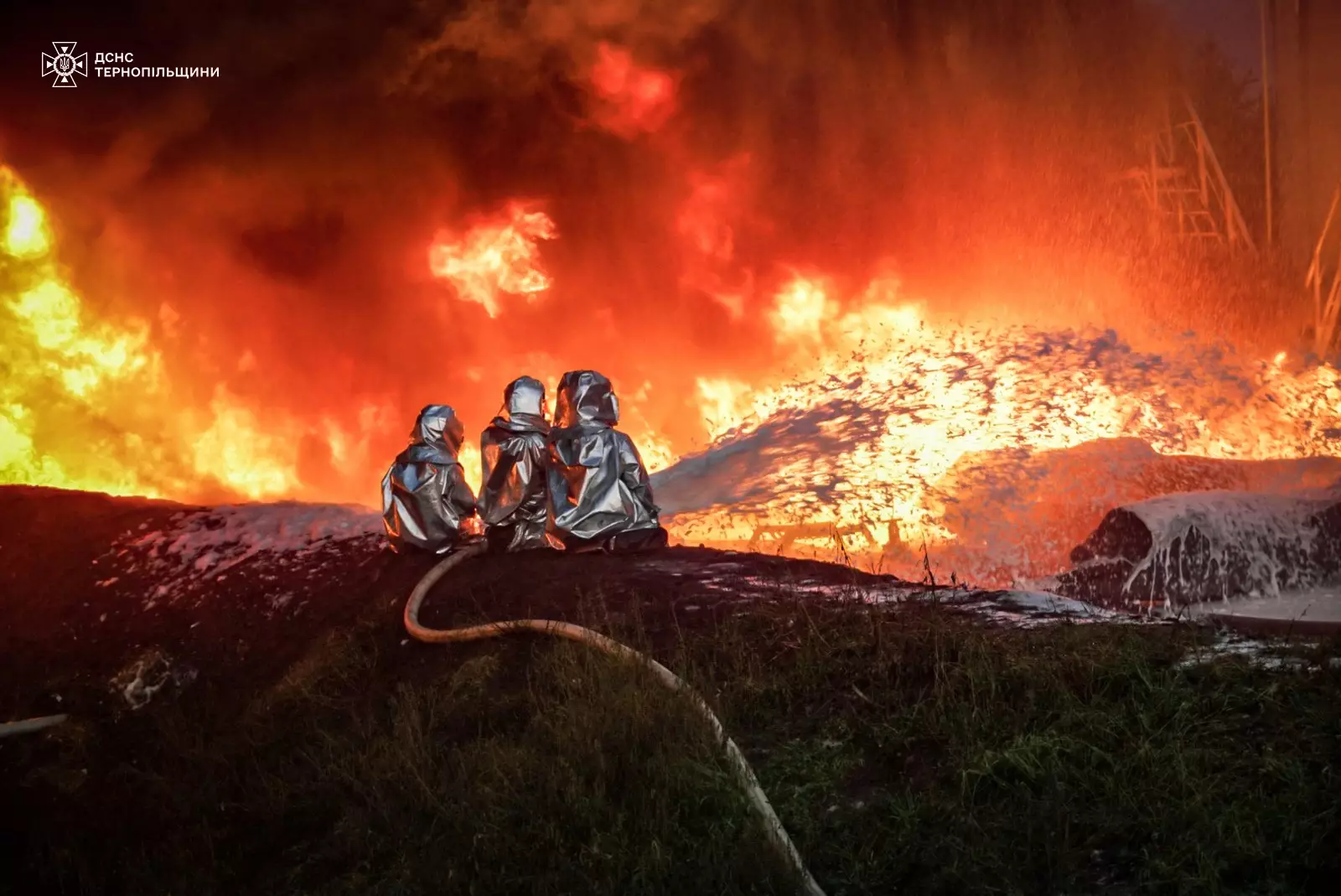
Тернопіль, тушіння пожежі ємностей з хлором. 20 серпня 2024

Вночі ворог атакував двома балістичними ракетами Іскандер-М/KN-23, крилатою ракетою Іскандер-К, керованими авіаційними ракетами Х-59 та 26 бпла Shahed. Збито 28 цілей: 1 Іскандер-К, 2 Х-59 та 25 Shahed-131/136.
В Тернополі дрони влучили в одну з ємностей паливно-мастильних матеріалів. Влада міста оголосила попередження про небезпеку для здоров'я через підвищену концентрацію хлору в повітрі.
Українське Харківське угруповання повідомило, що Росія посилила повітряну розвідку і готує нові штурмові операції у Вовчанську. Росіяни перекидають підрозділи 11-го бронетанкового полку 18-ї мотострілецької дивізії та формують штурмові групи зі складу 7-го мотострілецького полку 11-го армійського корпусу біля села Липці, що на південь від Глибокого, для «поповнення втрат».
Увечері росіяни обстріляли Малокатеринівку в Запорізькій області, влучивши у дитяче кафе, п'ятеро людей зазнали поранень, серед яких — четверо дітей. Одна дитина померла у в реанімації.

## 21-31 серпня

### 21 серпня
Українські спецпризначенці знищили кілька понтонних мостів, які використовували росіяни на річці Сейм у Курській області. ЗС РФ здійснили 17 авіаударів по підконтрольній Україні території Росії, застосувавши 27 керованих авіаційних бомб. Крім того, російська армія здійснила артилерійські обстріли українських прикордонних населених пунктів Порок і Пожне в Сумській області.
РФ атакувала Україну, застосувавши дві балістичні ракети «Іскандер-М/KN-23» (запущені з Воронезької області), крилату ракету Х-59/Х-69 (з Курської області) та 69 безпілотників «Shahed-131/136» (з аеродромів Приморсько-Ахтарськ, Єйськ та Курськ). Українська протиповітряна оборона збила одну ракету Х-59/Х-69 і 50 безпілотників над Хмельницькою, Полтавською, Черкаською, Київською, Вінницькою, Івано-Франківською, Дніпропетровською, Миколаївською, Одеською, Херсонською, Донецькою, Кіровоградською, Сумською та Чернігівською областями, а 16 безпілотників «ймовірно, потрапили під вплив засобів радіоелектронної боротьби».
Влада планувала евакуювати 45 000 жителів Сумської області до Полтавської та Київської областей, додавши, однак, що «це не термінова евакуація». На сьогоднішній день з області було евакуйовано близько 21 000 мешканців, у тому числі 5 000 дітей. Всі діти були евакуйовані з 90 сіл Донецької області, тоді як ще 4 912 дітей перебувають у 30 прифронтових селах Краматорського та Бахмутського районів.
Вночі ЗСУ вдарили по позиції зенітного ракетного комплексу С-300 росіян біля населеного пункту Новошахтинськ Ростовської області ракетою «Нептун».
Вночі російські засоби ППО нібито збили 10 безпілотників, які рухалися в напрямку Москви. Це сталося в районі Подольська. Про це повідомив мер Москви Сергій Собянін. Окрім Підмосков'я, атаки дронів цієї ночі також зазнали Брянська та Тульська області, де було збито відповідно 18 і 2 безпілотники. Окремо губернатор Ростовської області Росії Василь Голубєв заявив, що сили ППО нібито знищили ракету, випущену Україною, над цим регіоном, при цьому жертв не зафіксовано. У Бєлгородській області РФ російські засоби ППО нібито знищили кілька повітряних цілей, повідомив губернатор В'ячеслав Гладков.
У зв'язку з атаками українських безпілотників на Мурманську область, зокрема, на аеродром «Оленья», російське міноборони змушене було провести масову передислокацію стратегічних бомбардувальників Ту-95.
Управління Верховного комісара ООН у справах біженців (УВКБ ООН) надасть $30 млн для підтримки жителів дев'яти прифронтових територій України. Про це повідомило Мінреінтеграції.
Верховна Рада України ратифікувала Римський статут Міжнародного кримінального суду. За словами заступниці керівника Офісу президента Ірини Мудрої, ухвалення законопроєкту дозволить Україні:
- брати участь в Асамблеї держав-учасниць МКС і формувати політику МКС;
- висувати свого кандидата на посаду судді;
- затверджувати розподіл бюджету МКС з метою забезпечити належне розслідування російських злочинів в Україні;
- брати участь у виборах суддів та інших виборних осіб (зокрема прокурора МКС), впливати на розробку змін до Римського статуту.

Російським поліцейським почнуть платити по 10000 рублів (~ 120$) за кожного затриманого, який піде на війну.

### 22 серпня
За добу росіяни втратили 1130 солдатів, три системи ППО і 96 БПЛА оперативно-тактичного рівня, окупували село Птиче на схід від Покровська. Під Покровськом відбито 44 з 46 атак росіян. ЗСУ уникнули оточення на південному сході від Покровська, відійшовши з позицій.
Українська 3-тя ОДШБ повідомила, що завдала контрудару в Харківській області, повернула до 2 км території та запобігла атаці Росії з Маківки Луганської області. Командир бригади Андрій Білецький зазначив, що «головною метою операції було знищення наступального потенціалу 20-ї російської армії» і що Росія втратила 300 солдатів за чотири дні, знищено або пошкоджено значну кількість техніки та озброєння.
За даними ISW, російське військове командування передислокувало підрозділи щонайменше одного російського повітряно-десантного полку із західної Запорізької області для стабілізації лінії фронту. Російське військове командування перекинуло на захист Курської області підрозділи, спочатку призначені для російського наступу на півночі Харківської області. Українські війська дещо просунулися в Курській області, незважаючи на постійні зусилля росіян, спрямовані на те, щоб зупинити це просування. Крім того, нещодавнє просування російських військ у напрямку Покровська змусило українців відступити зі своїх обмежених позицій на південний схід від Покровська, і навряд чи російські війська досягли своєї очевидної мети — тактичного оточення українських сил у цьому районі. За повідомленнями, темпи російських повітряних операцій сповільнилися на більшій частині зони бойових дій, хоча це сповільнення може бути тимчасовим, а його причина не була зрозумілою. Тим часом російські війська просунулися на північ від Сіверська, в межах Часового Яру та на південний схід від Торецька та Покровська.
Росія випустила по Україні десяток дронів-камікадзе, дві балістичні ракети «Іскандер-М» та застосовувала протирадіолокаційні ракети: ППО знищила 2 БпЛА та нейтралізувала більшість ракет.
СБУ із ССО атакували вночі військовий аеродром Мариновка у Волгоградській області РФ, там почалась детонація боєприпасів. За онлайн мапою сервісу NASA-FIRMS, що відстежує пожежі, є чотирі осередки займань на території аеродрому. На аеродромі базувалися 11-й змішаний авіаційний полк, сформований 2015 року на базі 2-ї авіаційної ескадрилії. До складу полку увійшли розвідувальна авіаційна ескадрилья на літаках Су-24МР і бомбардувальна авіаційна ескадрилья на літаках Су-24М, передислокована з аеродрому «Морозовськ».

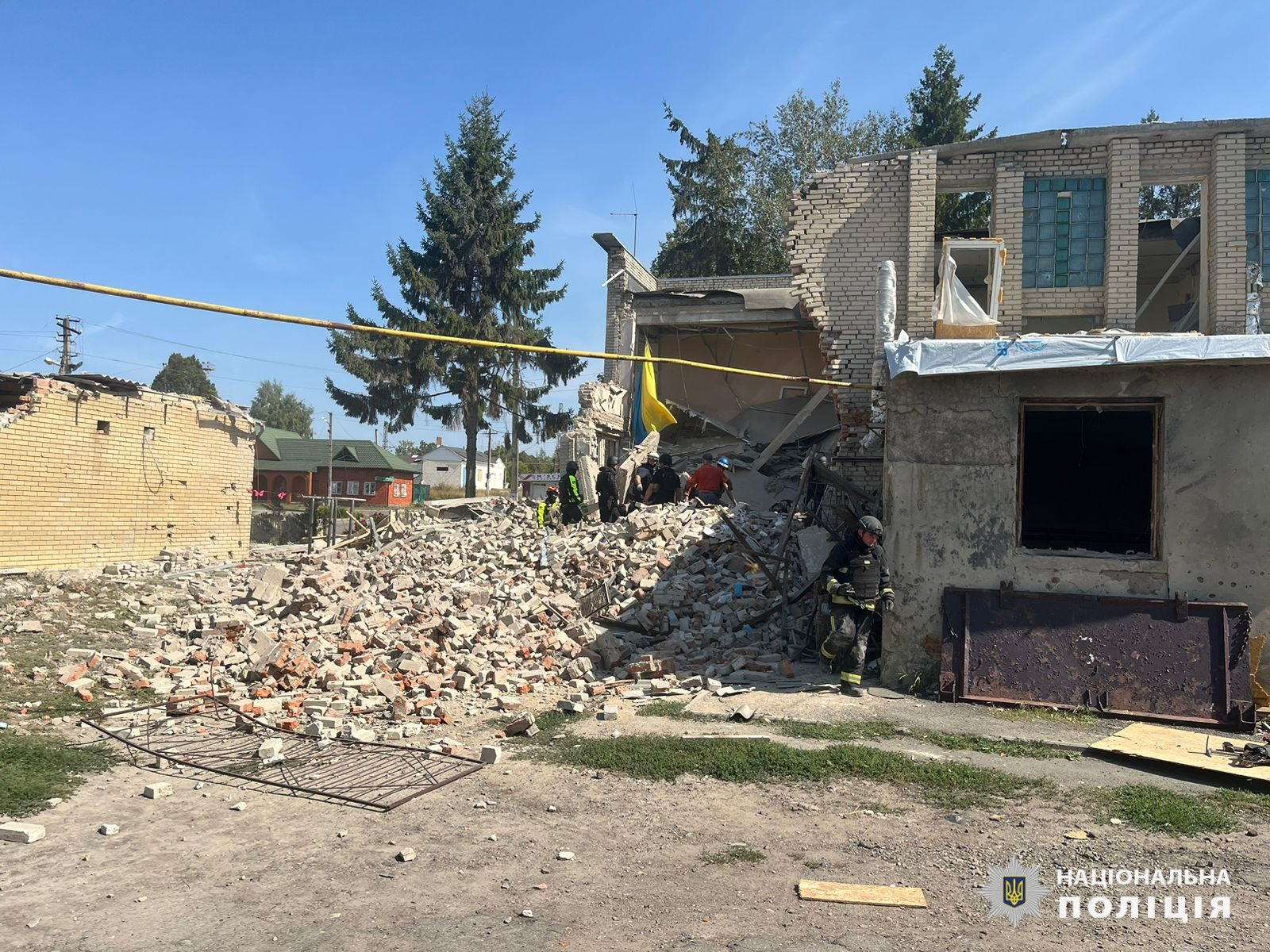
Розбиті будинки в Козачій Лопані після влучання ракетою

ЗСУ зайняли населений пункт у Курської області.
РФ скинула дві керовані авіабомби на цивільну інфраструктуру в Сумській області. Загинули двоє чоловіків, одна жінка поранена. Протягом дня росіяни здійснили 88 обстрілів 15 прикордонних територій і населених пунктів Сумської області, ще по одному пораненому в Глухівській і Свеській громадах, повідомила обласна військова адміністрація.
Обстрілом пошкоджені багатоквартирні та приватні житлові будинки, автомобілі й інфраструктура цивільного підприємства в Богодухові Харківської області. Поранення дістало вісім людей, серед них — дитина. Відомо також про одного загиблого.
Україна атакувала залізничний пором із паливними цистернами в порту «Кавказ» у Краснодарському краї, він після пожежі затонув. Вогнищ загоряння на території самого порту не виникло, повідомив штаб.

### 23 серпня
ЗСУ просувалися близ Суджі, ЗС РФ просунулися біля Кремінної, Торецька, Покровська та Донецька, увійшли до Торецька з півдня. Станом на цей день, РФ втратила 605 тис. окупантів, протягом доби ЗСУ ліквідували 1190 росіян. За добу відбулося 149 боїв, третина з них — на Покровському напрямку. Третя штурмова бригада у Харківській області почала проведення стабілізаційних дій і змогла закріпитися.
Російська влада закликала мешканців Рильська виїжджати в інші регіони.
РФ атакувала Україну двома балістичними ракетами «Іскандер-М/KN-23» (запущені з Воронезької області) та 16 безпілотниками «Shahed-131/136» (з Єйська та Курська). ЗСУ знищили 14 безпілотників у Черкаській, Кіровоградській, Полтавській та Сумській областях, ще два безпілотники не досягли цілей.
Музей українського анархіста Нестора Махна був зруйнований в результаті російської атаки на Гуляйполе в Запорізькій області. Протягом ночі Росія здійснила 306 атак на дев'ять сіл на лінії фронту в Запорізькій області, використовуючи безпілотники, літаки, танки, артилерію та реактивні системи залпового вогню. Кілька будинків, об'єктів інфраструктури та господарських будівель були пошкоджені або зруйновані.
Зеленський зустрівся з Прем'єр-міністром Індії Нарендрою Моді. Моді заявив, що Індія підтримує міжнародне право та статут ООН.
США оголосили про пакет військової допомоги Україні на $125 млн, що включає боєприпаси для систем M142 HIMARS, обладнання та боєприпаси для зенітних систем, 155-мм і 105-мм артилерійські снаряди, протитанкові комплекси Javelin і AT4, а також боєприпаси для високомобільних колісних транспортних засобів (HMMWV). Норвегія оголосила, що фінансуватиме виробництво 155-мм артилерійських снарядів, розроблених компанією Nammo в Україні.

### 24 серпня

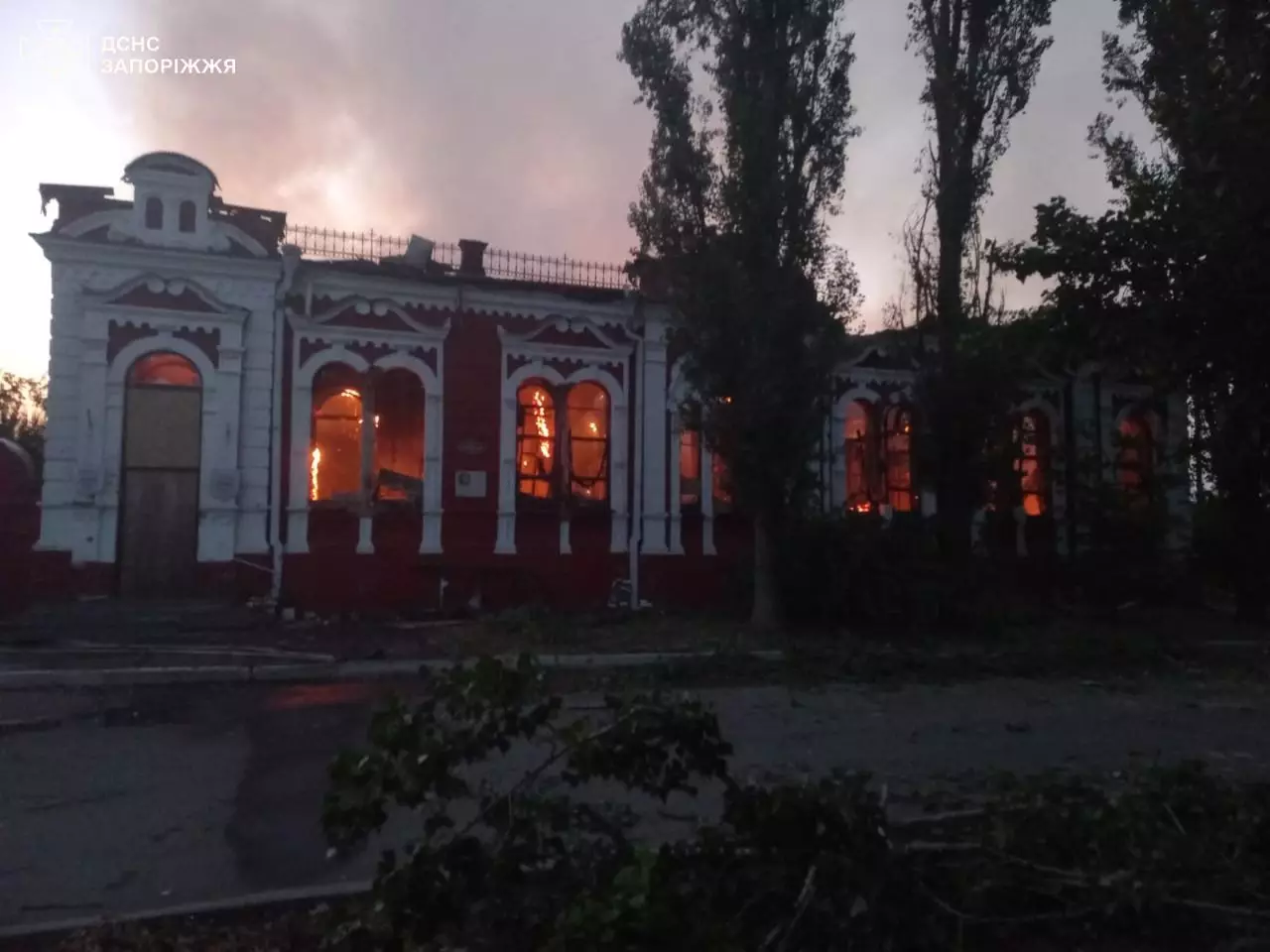
Краєзнавчий музей у Гуляйполі після російського обстрілу. Від попадання снаряду будівля згоріла

ЗСУ ліквідували 1160 росіян, знищили 9 танків, 21 ББМ, 42 артилерійські системи та іншу техніку ворога. На думку ISW, українські дальні атаки на російські військові об'єкти в тилу Росії були ключовими для послаблення російського військового потенціалу на всьому театрі бойових дій, а зняття обмежень на використання Україною зброї, що постачається Заходом, дозволило б їй атакувати широкий спектр життєво важливих об'єктів, які лежать в основі російських військових зусиль. Українські війська продовжували наступальні операції в Курській області, але ні російські, ні українські війська не досягли значного прогресу. Російські військові блогери стверджували, що Борки були повернуті російськими військами. Російські війська просунулися в напрямку Торецька та Покровська.
Внаслідок нічної атаки безпілотників у Воронезькій області РФ горів та детонував склад із боєприпасами. В Острогозькому районі оголосили режим надзвичайної ситуації.
ЗС РФ обстрілювали Дніпропетровщину з артилерії та атакували безпілотниками, поранена 85-річна жінка. Росіяни зранку обстріляли Костянтинівку Донецької області, 5 людей загинули та 6 було поранено, внаслідок російської атаки Степногірська було поранено співробітників ДСНС. ЗС РФ завдали удару по Сумах, поранивши сімох людей, двоє з яких отримали серйозні поранення. Вдень ЗС РФ обстріляли Дніпровський район Херсона, постраждали півторарічний хлопчик та троє чоловіків. Від російського обстрілу згоріла будівля Гуляйпільського краєзнавчого музею (експонати на той час були евакуйовані).
До української сторони було подано 511 запитів до проекту «Хочу найти» серед тих з ким було втрачено зв'язок в Курській області і родичам 179 з цих солдат підтвердили перебування у полоні в Україні. Відбувся 55 обмін полоненими між Україною та Росією. Україна повернула з російського полону 115 українських військових. Це воїни Національної гвардії, Збройних сил, Військово-морських сил, Державної прикордонної служби.
Під час заходу до Дня незалежності Україна вперше застосувала ракету-дрон власного виробництва «Паляниця». Бійці ВМС атакували позиції росіян на Кінбурнській косі.
Литва оголосила про пакет оборонної допомоги для України, в ньому мали бути засоби ППО, ракети та боєприпаси. Окрім того, до кінця осені країна передасть Україні понад 5000 дронів. Також Литва виділить 35 млн євро на закупівлю радарів і обладнання для розмінування.
Польський лідер Анджей Дуда заявив, що поляків зворушує те, як танки PT-91 Twardy на полі битви захищають Україну, борються в районі Курська.
Внаслідок російського удару по готелю «Сапфір» у Краматорську ракетою «Іскандер-М» поранені 6 журналісти Reuters Журналістка із Великої Британії загинула. Росіяни атакували район острова Зміїний чотирма ракетами Х-22.
Хакери української розвідки здійснили кібератаку на сервери російських провайдерів і заблокували «десятки» сайтів, що належать промисловим підприємствам, які обслуговують російський військово-промисловий комплекс. Атака зачепила щонайменше 33 сервери та 283 офісні комп'ютери на промислових об'єктах, вивела з ладу 21 вебсайт і знищила 15 хмарних і файлових сховищ.

### 25 серпня
ЗСУ ліквідували 1190 загарбників, засіб ППО та 2 РСЗВ. Вночі Росія атакувала Чернігівську, Сумську, Харківську, Донецьку області, застосувавши балістичну ракету «Іскандер-М», крилату ракету «Іскандер-К» (запущені з Воронезької та Ростовської областей), шість крилатих ракет Х-59/Х-69 (з Курської та Бєлгородської областей) та дев'ять безпілотних літальних апаратів «Shahed-131/136» (з Криму). Українська протиповітряна оборона знищила вісім безпілотників у Миколаївській області, при цьому більшість ракет не досягли цілей.

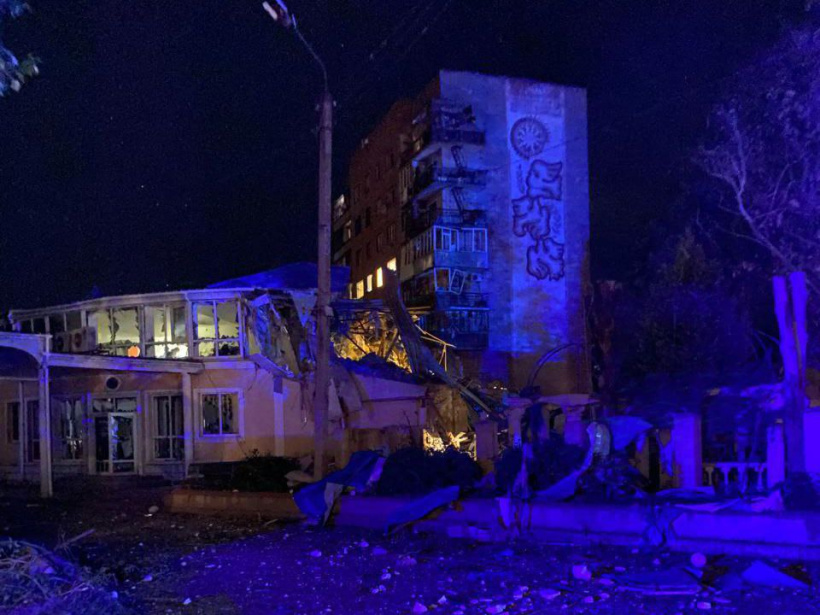
Залишки готелю в Краматорську

За даними Військової адміністрації, російські війська 229 разів завдали ударів по Сумській області, в результаті чого загинули троє людей, ще шестеро отримали поранення. За даними прокуратури, близько 15:00 за місцевим часом Росія скинула авіабомбу КАБ на п'ятиповерховий житловий будинок у селі Свеси, в результаті чого двоє людей загинули і ще двоє отримали поранення. Подальші бомбардування сіл Бездрит і Суми призвели до загибелі однієї людини та поранення чотирьох.
Російський ракетний обстріл ракетою «Іскандер-М» влучив у готель «Сапфір» у Краматорську, в якому перебували іноземні журналісти. Шестеро людей, включаючи трьох журналістів Reuters, були поранені, а радник з питань безпеки Райан Еванс із Великої Британії загинув.
Вночі в Ракитянському районі Бєлгородщини сталася пожежа власнідок атак.
Сполучені Штати не планують найближчим часом передавати Україні власні винищувачі F-16, оскільки потребу в цих літаках задовольняють європейські союзники по НАТО. На цьому наголосив заступник міністра оборони США Френк Кендалл в інтерв'ю фінському виданню Helsingin Sanomat.
МЗС України попередило Білорусь про наслідки на тлі скупчення військ на кордоні. Зокрема, розвідка України має дані, що збройні сили Білорусі під виглядом навчань зосереджують військових, техніку, танки, артилерію, РСЗВ та ППО в Гомельскій області біля північних кордонів України. Крім того, зафіксовано найманців колишньої ПВК «Вагнер».
ЗСУ просунулися на 1-3 км у Курській області, захопивши ще два населені пункти, в одному тривали бойові дії.

### 26 серпня
Рано вранці російські війська завдали серію масованих ударів по різних цілях на території практично всієї України. Цілями нальоту, зокрема, стали об'єкти енергетичної інфраструктури та позиційні райони ППО. Серія вибухів прогриміла більш ніж у десяти регіонах, зокрема Харківській, Вінницькій, Івано-Франківській, Київській та Дніпропетровській областях.

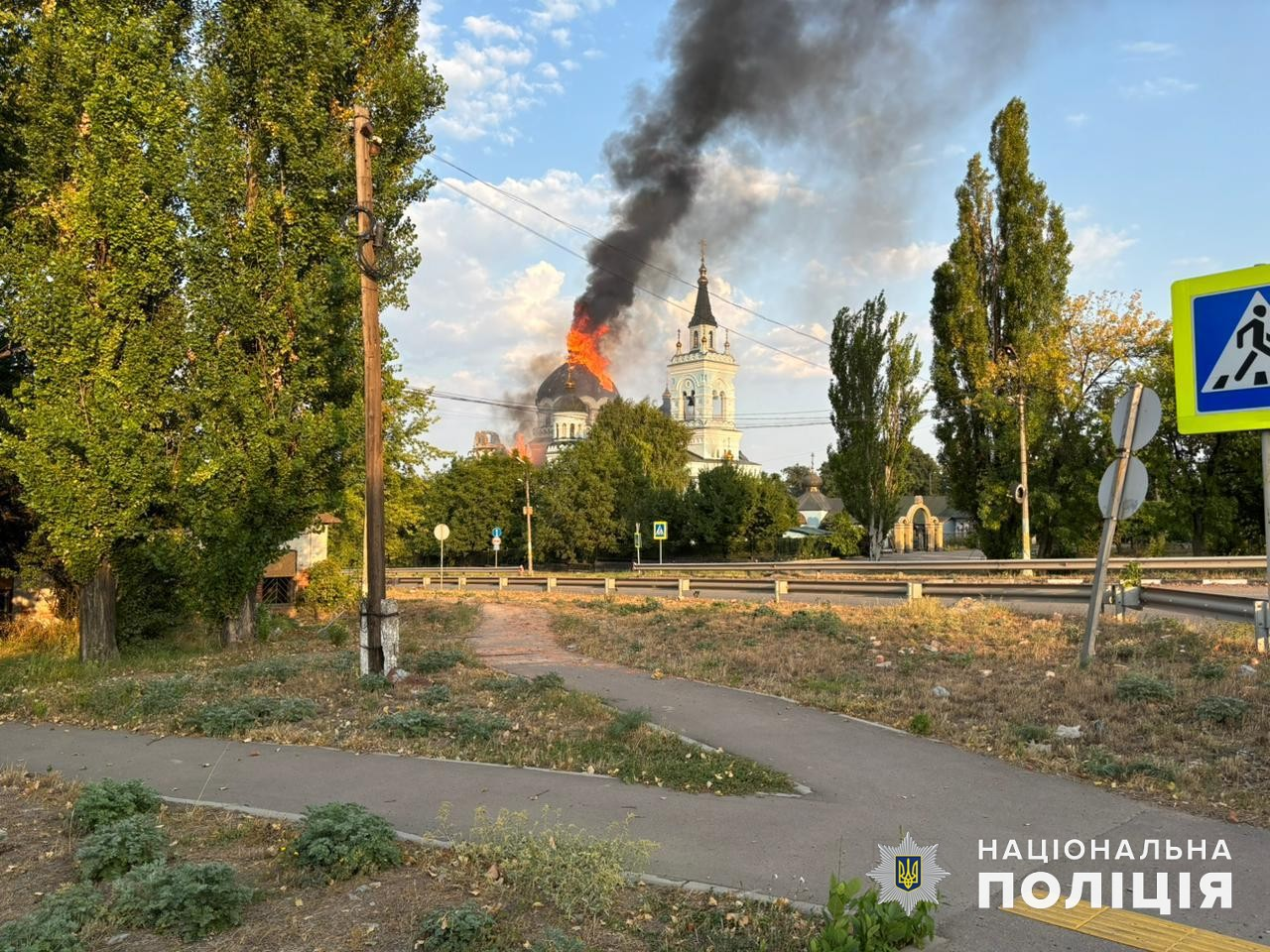
Церква Різдва Богородиці в Новокузнецьку після російського обстрілу. 26 серпня 2024

У Київській області ракети влучили по Київській ГЕС.
Для вогневого ураження задіяно широкий перелік засобів для атаки: від безпілотників-камікадзе сімейства «Shahed» до крилатих і балістичних ракет. Уражено промисловий об'єкт у Полтавській області, підстанції в Рівному та Одесі, енергетичну та цивільну інфраструктуру в Луцьку.
Було влучання по території київського аеропорту Жуляни, відбулися відключення світла на залізничній інфраструктурі, введено резервні тепловози. Відомо про 7 загиблих та 50 поранених. Ця атака стала наймасовішою за увесь час війни. Виявлено 236 засобів повітряного нападу: 127 ракет та 109 ударних безпілотників. Із них збили 102 ракети та 99 дронів. Ранкова атака на Україну коштувала Росії $1,3 млрд. НЕК «Укренерго» визнала російську атаку на об'єкти енергетики наймасштабнішою з початку війни.
Під час масованої атаки РФ на Україну об'єкт пролетів над територією Польщі. Генерал Мацей Кліш заявив, що об'єкт був зафіксований радарами, але зник через 25 км польоту, розпочато пошукову операцію.
В енергосистемі Молдови зафіксовано перебої через масований удар Росії по Україні. Попри це ситуація знаходиться під контролем.
Вашингтон спільно з Києвом працюють над зміцненням енергетичної інфраструктури України, запевнив Джон Кірбі. США продовжують допомагати Україні зміцнювати протиповітряну оборону та енергетичну систему. Відповідну заяву зробив під час брифінгу координатор зі стратегічних комунікацій Ради нацбезпеки Білого дому Джон Кірбі після масованої атаки РФ.
У Саратовській області вранці, працювали сили та засоби протиповітряної оборони по безпілотниках. Зафіксовано падіння дронів у житлові будинки в містах Саратов та Енгельс. Четверо людей зазнали пораненнь. Крім того, аеропорт імені Гагаріна в Саратові призупинив польоти. Також були пошкоджені житлові будинки, в тому числі 27-поверховий будинок «Волга-Скай», і багато автомобілів. Міністерство оборони Росії повідомило, що дев'ять безпілотників було знищено над Саратовською областю, ще три над Курською областю і кілька над Бєлгородською, Брянською, Тульською, Орловською і Рязанською областями.
У російському Омську, вранці пролунав потужний вибух. Це сталося на місцевому нафтопереробному заводі «Газпромнефть-ОНПЗ». Там почалася масштабна пожежа. Зазначається, що загорілося саме технічне обладнання заводу, зокрема, установки АВТ-11. За попередніми даними, площа пожежі становить 1000 м2.
Увечері завдали удару балістичною ракетою по готелю «Аврора» в центрі Кривого Рогу. Станом на ранок, загинуло 4 людини, п'ятеро дістали поранення, ще двоє можуть бути під завалами. Окрім готелю, обстріл пошкодив шість магазинів, чотири багатоповерхівки та вісім автомобілів.

### 27 серпня
ЗС РФ досягли успіхів у напрямку Покровська, ЗСУ відійшли з деяких районів на південний схід від Покровська. Найбільш боєздатні російські війська підтримували просування російських військ у напрямку Покровська. ЗСУ намагалися увійти в два райони Бєлгородської області і просунулися під Кремінною, а ЗС РФ — під Торецьком, Покровськом і Донецьком.
Уночі ППО знову відбивали ракети та дрони, які російська армія запустила по Києву. Уламки спричинили пожежу в двох районах.
Цієї ночі було виявлено 91 повітряну ціль. Окупанти завдали удару:
- 3-ма аеробалістичними ракетами Х-47М2 Кинджал
- балістичною Іскандер-М
- крилатою Іскандер-К
- 5-ма крилатими Х-101
- 81 Shahed.

Станом на 9:00 збито:
- 5 крилатих ракет Х-101;
- 60 Shahed

Десять ворожих безпілотників локаційно втачені (імовірно впали) на території України, один перетнув кордон із Білоруссю.
ЗС РФ ка скинули керовану авіабомбу на об'єкт критичної інфраструктури в Білопілля на Сумщині. Внаслідок обстрілу поранень зазнали семеро осіб.
Україна провела успішне випробування першої вітчизняної балістичної ракети.
Українські F-16 отримали від США найновішу версію РЕБ для протидії засобам ППО РФ.
Російські окупаційні війська обстріляли Селидове з артилерії. Пошкоджено один приватний будинок.
ЗСУ захопили 1300 км2 та 100 населених пунктів на Курському напрямку та взяли у полон 594 російських військових.
Україна поставила на озброєння понад 170 типів безпілотників, всі БПЛА дальнього радіусу дії виготовлені в Україні. КНДР відправила до Росії 13 тис. контейнерів із 6 млн 152-мм снарядів з 2012 року. Росія надала КНДР технології для створення супутників-шпигунів, танків і ракет.

### 28 серпня
ЗС РФ наближалися до Селидового в Донецькій області, почалися бої за місто, було зруйновано багато об'єктів цивільної інфраструктури. ЗС РФ атакувала в напрямках Харкова, Куп'янська, Лиману, Сіверська, Краматорська, Торецька, Покровська, Курахового, Врем'ївки та Запоріжжя, де відбулося 195 бойових зіткнень.
У Ростовській області Росії після атаки дронів і гучних вибухів вночі спалахнула нова нафтобаза, горіло кілька цистерн комбінату «Атлас» Росрезерву в Кам'янському районі. БПЛА атакував ємність для зберігання нафтопродуктів у Котельничі Кіровської області, це перша атака дрона на Кіровську область.
Війська РФ вранці атакували Кривий Ріг, 8 людей важко поранені. У місті понівечений гаражний кооператив, 12 авто. Підрозділ ППО 28-ї ОМБр вразив російський штурмовик СУ-25 на Краматорському напрямку.
Російські війська завдали авіаудару КАБ-500 по центру Куп'янська, відомо про 14 поранених.
Російські окупанти вдарили по місту Ізюм на Харківщині близько 22:00. За інформацією голови ОВА Олега Синєгубова, 27 серпня ворог використав дальнє РСЗВ «Торнадо». Пошкоджені будинки та хлібопекарське підприємство. 12 людей зазнали поранення.
Литва доставила в Україну навантажувачі, системи боротьби з безпілотниками, складні ліжка та іншу військову допомогу.

### 29 серпня
Бої між ЗСУ та ЗС РФ на Покровському напрямку Донецької області були надзвичайно жорстокими, росіяни кидали в бій все, що могло рухатися і наступати, намагаючись прорвати оборону. Найбільш інтенсивні бої на Покровському напрямку відбувалися на східних околицях Гродівки, на кордоні Часового Яру і Красного Яру, поблизу Михайлівки на дорозі до Селидового. Бої також велися у Новогродівці. За різними даними, ЗСУ контролювали від 8 до 40 % території Часового Яру.
За даними ISW, російські війська здійснювали дві тактичні дії в рамках триваючого наступу з метою захоплення Покровська, включаючи дії вздовж лінії Новогродівка-Гродівка на схід від міста з метою захоплення Мирнограда і просування до околиць Покровська, а також дії вздовж лінії Селидове-Українськ-Гірник на південний схід від Покровська. ЗСУ дещо просунулися на північ від Суджі, ЗС РФ відбили деякі райони Курської області і просунулися поблизу Куп'янська, Торецька, Покровська та Донецька.
РФ атакувала в напрямках Харкова, Куп'янська, Лиману, Сіверська, Краматорська, Торецька, Покровська, Кураховичів, Врем'ївки, Запоріжжя та Херсона, де відбулося 156 бойових зіткнень. Протягом дня російські війська здійснили три ракетні удари, 43 авіаудари, понад 500 атак безпілотників.
Вночі ЗС РФ атакували п'ятьма ракетами з Курської та Бєлгородської областей РФ, а також 74-ма БПЛА із районів Курська та Приморсько-Ахтарська і Єйська в Краснодарському краї. Збито дві ракети Х-59/69 та 60 ударних БпЛА. Ще 14 БпЛА упали на території України. Згідно з повідомленнями, один з безпілотників увійшов у повітряний простір Білорусі. Військово-повітряні сили Білорусі вперше заявили, що збили російський безпілотник. Військова адміністрація повідомила, що щонайменше троє людей отримали поранення в результаті російського «подвійного удару» по Середино-Буді в Сумській області.
У Києві повітряна тривога тривала майже всю ніч. Це була третя масована повітряна атака на Київ за чотири дні. Уламки БПЛА впали на територію житлової забудови в Дніпровському та Голосіївському районах, і на територію котеджного містечка в Деснянському. В Черкасах через падіння уламків дронів виникла пожежа на підприємстві.
Один з винищувачів F-16, переданих Україні, зазнав аварії 26 серпня, де загинув пілот Олексія «Moonfish» Меся. Інцидент стався на тлі повітряної атаки Росії.
Губернатор Бєлгородської області В'ячеслав Гладков заявив, що одна людина загинула і двоє отримали поранення в результаті українських авіаударів по Шебекіну в Бєлгородській області. Внаслідок авіаударів пошкоджено адміністративну будівлю. Міністерство оборони Росії повідомило, що вночі над Бєлгородською областю було збито один безпілотник, над Брянською областю — два, а над Кримом — три.

### 30 серпня
ЗСУ ліквідували 1200 росіян, збили 12 російських БПЛА, росіяни також атакували ракетою Іскандер-М із Криму. ЗС РФ вдарили по підприємству в Сумах, 9 поранених, одна людина загинула. Через удар РФ і пожежу в повітрі Сум підвищилась концентрація діоксидів сірки та азоту.
ЗСУ просунулися вглиб Курської області Росії, захопивши 5 км² території. Наступ у Курській області тривав, найскладніші умови на лінії фронту зберігалися в напрямку Покровська в Донецькій області.

Росія почала виводити 100 членів ПВК «Ведмеді», бригади російської приватної військової компанії, з Буркіна-Фасо до Курської області для участі в боях з українськими силами. Російські війська просунулися поблизу Сватове, Покровська і Донецька.

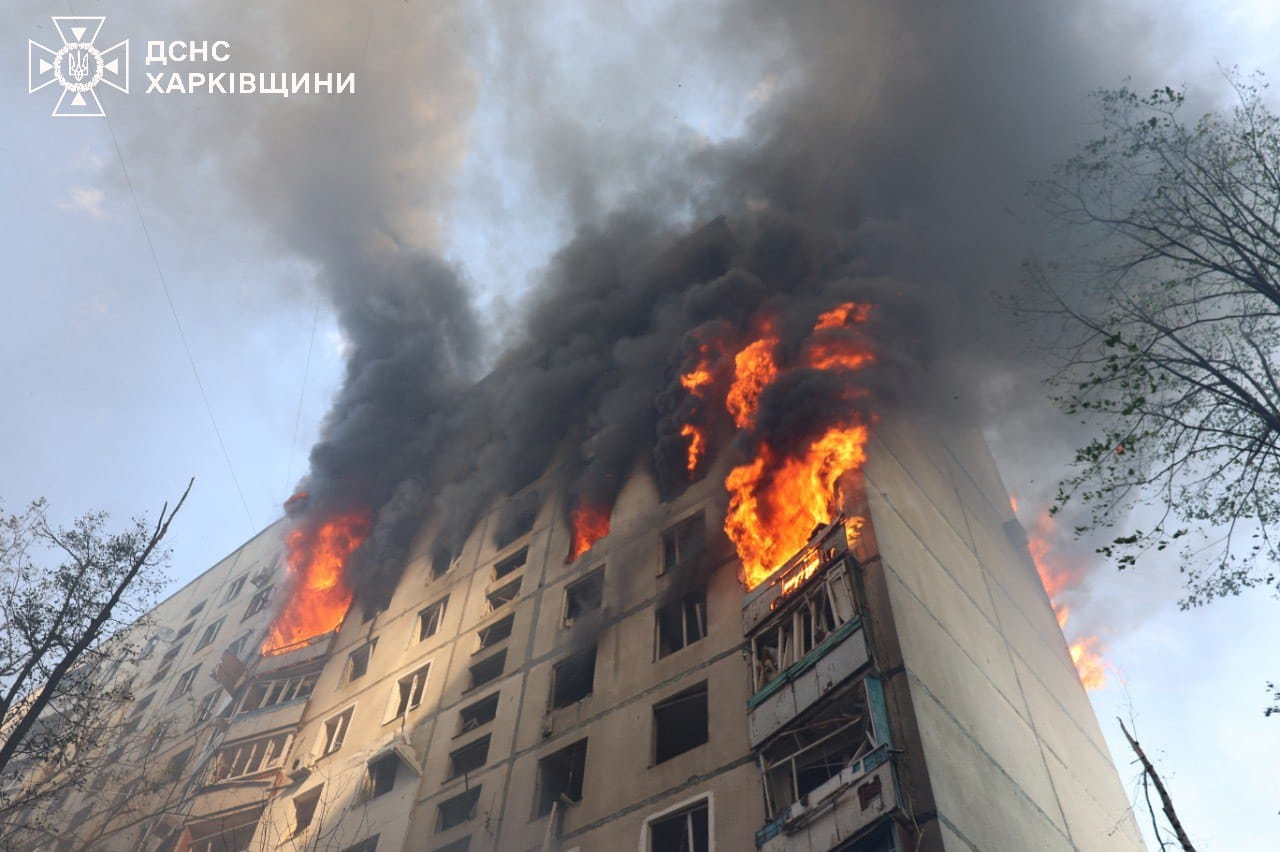
Удар по Харкову 30 серпня 2024

Росіяни завдали ударів по Харкову, атакувавши чотири райони міста. Російські Су-34 випустили з-під Бєлгорода п'ять 500-кг керованих авіабомб із боєголовкою ФАБ-500. В Індустріальному районі влучання у 12-поверховий житловий будинок, у Немишлянському — влучання в місцевий парк, у Слобідському — пошкоджено понад 10 житлових будинків, господарські споруди й автомобілі, у Київському — пошкоджено заклад освіти, адмінбудівлі, кафе, магазини, приміщення цивільних підприємств. 77 цивільних дістали поранення 6 людей загинуло.
Внаслідок удару по Черкаській Лозовій на Харківщині загинули двоє людей, ще семеро людей дістали поранення.
Армія США уклала контракт на виробництво протитанкових засобів Javelin у 2024 році на $1,3 млрд, 4 тис. систем Javelin виробники відправлять до України.
ЄС підготував для України 700 тис. снарядів 155-мм калібру з обіцяного мільйона.
У Бєлгороді повідомляли про вибухи.
Зеленський призначив Анатолія Кривоножко в.о. командувача Повітряних сил ЗСУ замість Миколи Олещука.

### 31 серпня
За добу ЗС РФ втратили 1350 солдат, загальна кількість втрат перевищила 616 тис.
Російські окупанти змогли захопити село Карлівка у Донецькій області, вночі, повідомили аналітики DeepState. Крім того, як зазначають аналітики, армія РФ просунулася у Галицинівці, Стельмахівці, а також біля Долинівки та Піщаного.
За даними ISW, російське командування змогло перерозподілити обмежені сили зі своєї пріоритетної наступальної операції в напрямку Покровська на захист від українського вторгнення в Курську область, що свідчить про те, що оперативний тиск, спричинений українським вторгненням, вплинув на російські операції в кожному секторі по всій лінії фронту. Українські війська продовжували свої атаки в Курській області, але не було жодних підтверджених або оголошених просувань вперед. Російські війська просунулися вперед у районі Часів Яру, Покровська та Донецька. За повідомленнями, росіяни не змогли воювати в повну силу в Україні через нестачу живої сили та техніки внаслідок неефективної військової політики Кремля.
Міністерство оборони Великої Британії повідомило, що просування російських військ у напрямку Покровська прискорилося за останній тиждень, і вони наблизилися до околиць міста на 10 км. ЗС РФ обстріляли місто Берислав Херсонської області вранці. Внаслідок атаки загинув місцевий миешканець.
Міністр оборони України Умєров передав до США список цілей у глибині території РФ, які Київ хоче уражати американськими далекобійними ракетами ATACMS.
У Харкові було чути вибухи, внаслідок удару по Черкаській Лозовій на Харківщині загинули двоє людей, ще семеро людей дістали поранення, повідомив голова ОВА Олег Синєгубов. За кілька хвилин, о 14:58, потужний вибух пролунав у Сумах.
Міністр оборони Рубен Брекельманс заявив, що Нідерланди нададуть Україні 28 десантно-штурмових машин Viking Bandvagn S10, а голландська морська піхота допоможе навчити українських солдатів керувати цими машинами.
Прем'єр-міністр Данії Метте Фредеріксен заявила, що подаровані Данією винищувачі F-16 «працюють в Україні». Вона сказала, що «надзвичайно пишається» тим, що літаки перебувають на озброєнні, додавши, що хотіла відправити їх «з самого початку війни», але «ми довго обговорювали, чи це гарна ідея, чи ні». Фредеріксен сказала, що українські пілоти «роблять хорошу роботу», додавши, однак, що "на жаль, нещодавно ми втратили одного з них: «На жаль, ми нещодавно втратили одного з них».
Про події наступного місяця йдеться у статті про вересень 2024 року.